# 陳少琪
陳少琪（英語：Keith Chan，1964年6月17日—），香港著名音樂人及多方位創作人，兼任填詞人、作曲人、唱片製作人、演唱會策劃及監製，亦曾出版小說、散文和撰寫電影及舞台劇劇本。擔任陳式音樂有限公司董事總經理、香港作曲及作詞家協會理事。長女為香港女歌手陳明憙。

## 個人介紹
陳少琪早年在九龍觀塘成長，1977年畢業於聖若翰天主教小學，1982年畢業於觀塘瑪利諾書院中五年級，之後曾修讀平面設計，因為結識了劉以達、黃耀明，而開始了他的寫詞生涯。1980年代曾長時期與達明一派合作，之後因黎小田介紹為梅豔芳寫了不少詞，經典作品為《石头记》，《夜机》，《夕陽之歌》。之後他轉而與張學友合作，籌備著名音樂劇《雪狼湖》。
陳少琪於1987年與當時主持的凌晨電台節目《不夜星期天》的香港電台唱片騎師黃靄君交往，他寫給陳慧嫻的歌曲《歲月流聲》中所提及的女DJ「Natalie」正是指黃靄君。而黃靄君本身也曾參與填詞，並以筆名「雨言」及「子貓」為譚詠麟、張學友、劉美君、陳慧嫻等歌手合作（「子貓」一名只出現於陳慧嫻的《冰點》及麥潔文的《相識相逢相愛過》），又聲演過陳百強的遺作《當我想起你》。他們後來於1990年結婚並育有兩女，其中長女陳明憙（Jocelyn）亦是唱作歌手。

### 創作、製作
陳少琪活躍於詞壇逾36載，作品達1564首，曾獲多項金曲獎、最佳中文歌詞獎及最佳中文歌曲獎。曾合作的歌手多不勝數，跨越不同年代。從達明一派、張國榮、梅艷芳、譚詠麟、葉蒨文、鍾鎮濤、徐小鳳、關淑怡、張學友、陳慧嫻、林憶蓮、李克勤、劉德華、郭富城、黎明、鄭秀文、陳慧琳、梁詠琪，到新一代歌手如Twins、周筆暢、鄭融、張靚穎的專輯中，都可常見陳少琪的歌詞作品和製作。
多年以來陳少琪更作不同的新嘗試，成為全方位創作人，包括出版小說及散文集、策劃音樂會、創作電影劇本及製作廣告等等。曾於1992至1995年間，出任香港商業電台創作總監，期間策劃超過30個大型演唱會，包括叱吒樂壇頒獎典禮、饑饉三十、叱吒萬人幫等等。及後曾於1995至1998 年間出任環球唱片(香港)有限公司創作總監，負責策劃多位歌手之唱片，包括張學友、陳慧嫻、黎明等等。於1997年轟動樂壇，張學友的舞台劇「雪狼湖」，陳少琪除了負責部份作曲及填詞外，更為此舞台劇撰寫劇本。

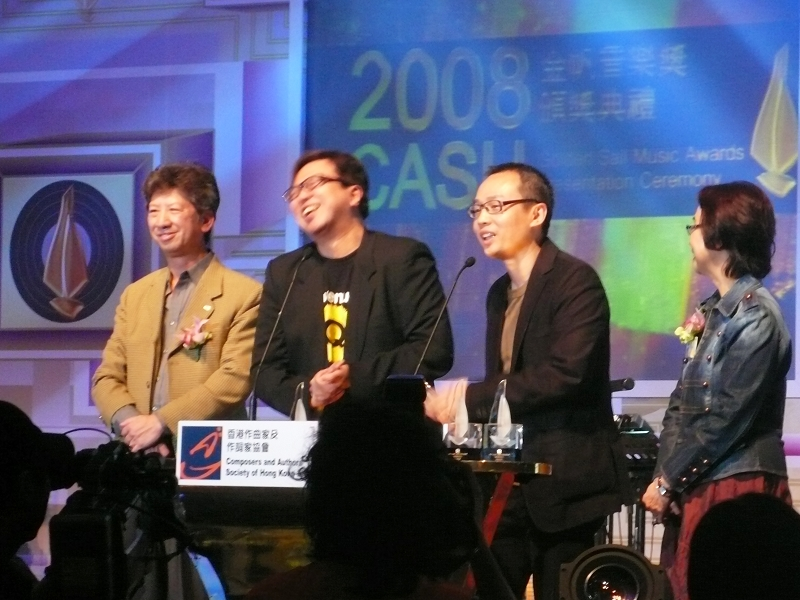
2008 CASH週年晚宴暨金帆音樂獎頒獎禮

從1998年開始，陳少琪更於創作歌詞以外，擔當製作人的身份，替梁詠琪 的一系列唱片出任監製，並引導梁詠琪走上創作之路，亦為梁之演藝事業的策劃人。2001年「梁詠琪四月花火演唱會」、2002年「梁詠琪G FOR GIRL演唱會」、2003年「高妹梁詠琪Funny Face演唱會」、「梁詠琪本色2007上海演唱會」及「梁詠琪本色2007慈善演唱會」均由陳少琪擔任策劃人。陳少琪與梁詠琪堪稱“戰友”，兩人目前共同與內地市場打拼。同時陳少琪亦替其他歌手如陳慧琳、李克勤、梁朝偉、余文樂、鄭秀文、Twins、鄭融擔任歌曲監製。2005年及2006年分別推出的 「李克勤演奏廰 I」及「李克勤演奏廰 II」亦是陳少琪的創意力作之一。

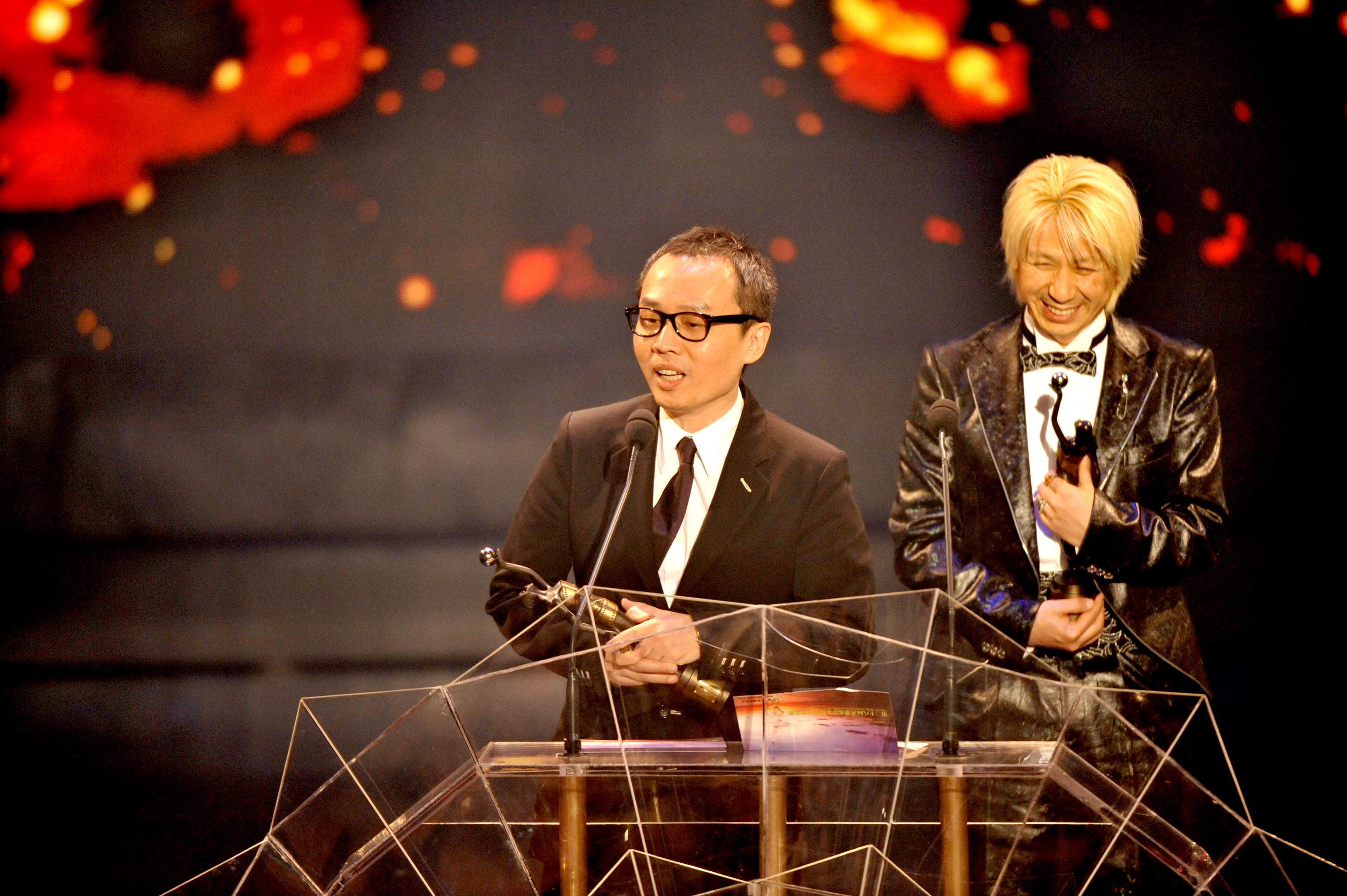
第二十八屆香港電影金像獎頒獎典禮

近年陳少琪的工作範圍亦拓展至大中華地區，替多位元香港及內地歌手撰寫國語歌詞及監製歌曲，其中包括了周筆暢、張靚穎、龐龍、范冰冰、愛戴、張傑及譚詠麟、Twins等。而陳少琪於2008年為周筆暢填詞的歌曲《號碼》更奪得三個樂壇大獎。2009年4月11日舉行的2008年度IFPI 香港唱片銷量大獎頒獎典禮，陳少琪擔任執行製作人的Twins國語專輯「桐話妍語」獲得十大銷量國語唱片獎。
陳少琪替電影「畫皮」主題曲《畫心》填詞及擔任製作人。此曲由藤原育郎作曲及張靚穎主唱。除了電影「畫皮」創上畫一星期過億票房佳績外，《畫心》亦成為全國各大流行榜超級贏家，歌曲推出首天立刻成為百度新歌榜首位，更創同一時間雄踞全國十大電臺流行榜冠軍寶座。《畫心》於2009年再下一城﹐勇奪第二十八屆香港電影金像獎「最佳原創電影歌曲獎」。此外﹐《畫心》橫掃多個樂壇大獎﹐包括湖南衛視·百度娛樂沸點2008年度盤點最熱門十大金曲及最熱門影視歌曲、北京流行音樂典禮年度金曲及KTV點唱冠軍獎。陳少琪亦憑此曲再奪Music Radio 中國TOP排行榜「內地年度最佳作詞獎」。
2009年，陳少琪參與製作了粵語流行音樂首張爵士樂專輯——《Private Corner》，與張學友、Peter J. Moore、高世章等著名音樂人合作。

### 迪士尼
陳少琪多年以來一直為迪士尼出品的大型動畫電影及迪士尼頻道卡通片的中文版歌曲填寫歌詞。2005年更為香港迪士尼樂園開幕主題曲，由張學友主唱的《讓奇妙飛翔》填上粵語及普通話歌詞。近年更為多齣迪士尼在中國大陸出品的電影的中文版歌曲填寫歌詞及擔任製作人。包括《美女與野獣》、《小魚仙》及《歌舞青春》等。另外亦製作了《迪士尼米奇老鼠》主題曲，由飛輪海主唱的《小小大人物》。 2007年為張含韻主唱，迪士尼首部中國製作電影「寶葫蘆的秘密」主題歌《一人一夢》製作和寫詞。2008年亦為香港迪士尼樂園的「小小世界」開幕禮制作了新版的主題曲《世界真細小》。2009年為張學友、鄭欣宜主唱，迪士尼動畫「閃電狗」主題歌《失去便掛念》製作和寫詞。2010年為迪士尼電影《歌舞青春》中國版填詞及製作主題曲《我飛故我在》，作曲金培達，並由二人監製，張靚穎和林俊傑二人合唱。2016年為動畫電影《海洋奇緣》中文版主題歌曲《海洋之心》填詞，台灣版由台灣知名女歌手A-Lin演唱、中國大陸版由中國大陸女歌手吉克雋逸演唱。

### 公益、奧運
多年以來，陳少琪亦為很多公益活動及公共機構的宣傳曲創作歌詞，包括1999年度及2008年度宣明會「饑饉三十」大會主題曲、「職業訓練發展局」主題曲、 「WWF世界自然基金會」主題曲。2002年為「麥當勞兒童基金國際兒童日」的主題曲大中華地區版本《他們都是我們的孩子》填上國語歌詞。此外，陳少琪亦 擔任「雪中送暖」行動主題曲《雪中送暖》的填詞及監製、512賑災歌曲《承諾》北京版、及莫文蔚主唱的四川賑災歌曲《回家的路》及《風雨操場》的監製。
2007年香港特別行政區成立十周年，陳少琪與金培達被香港政府邀請合力創作及製作了香港特別行政區成立10周年紀念官方主題曲《始終有你》。 兩人同年七月更被北京奧組委文化活動部邀請創作及製作了由兩岸三地133名歌手合唱的2008北京奧運會一周年倒數計時主題歌《We Are Ready》，並於2007年8月8日在天安門廣場2008北京奧運會一周年倒計時晚會中首演。同年12月亦製作了《We Are Ready》之粵語版及英文版。2008年4月發佈的奧運倒數100日主題曲《北京歡迎你》亦由陳少琪與此曲的作曲人小柯共同出任製作人，並分別於北京、香港及台北為近百位歌手錄音，包括王力宏、蔡依林、那英、劉歡、孫燕姿等等。同年7月陳少琪與金培達又再次合力創作及製作了由陳慧琳主唱的2008北京奧運和殘奧馬術宣傳歌曲《飛躍共舞》。此外，於 8月陳少琪亦被邀為北京奧運歌曲徵集評選委員會評委，選出北京奧運會開幕式主題歌劉歡與Sarah Brightman合唱的《我和你》。同時，他亦製作奧運會開幕式文藝演出歌曲:分別由成龍、莫文蔚、孫楠及韓紅合唱之《站起來》﹔及由劉德華、周華健、孫悅、謝霆鋒、容祖兒及汪峰合唱之《為生命喝彩》。2008北京奧運會閉幕之時，陳少琪與金培達又聯合制作奧運會告別歌曲:分別由劉歡、成龍、劉德華和周華健合唱之《難說再見》﹔及由譚晶、孫燕姿、莫文蔚和容祖兒合唱之《再看一眼》。

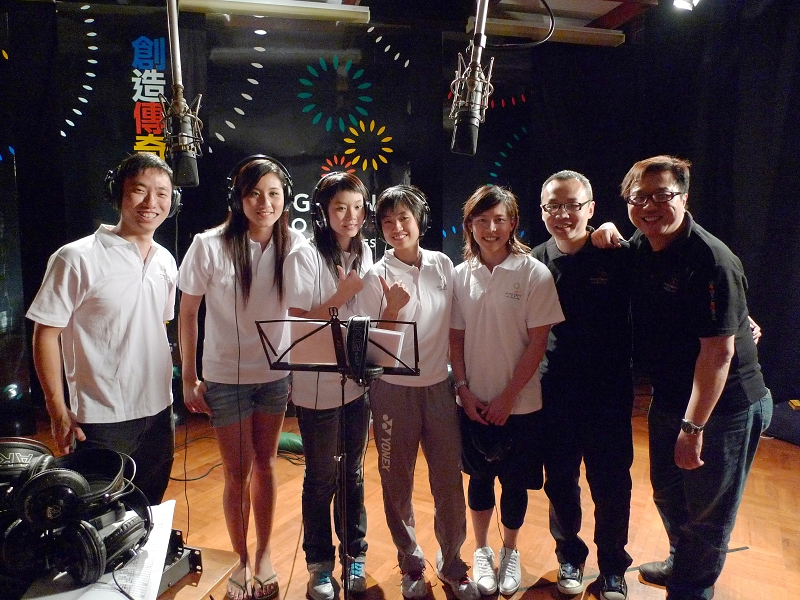
陳少琪為2009年東亞運動會灌錄主題曲 - 衝出世界

2009年，陳少琪、金培達再次為在香港舉辦之第五屆東亞運動會創作了主題歌《衝出世界》，由逾60位歌手包括張學友、譚詠麟、李克勤、楊千嬅、許志安、梁詠琪、張敬軒等參與錄音。國際版本的主題曲“You are the Legend”破天荒地邀請了5位元東亞地區的頂尖歌手包括中國朱哲琴、香港的陳奕迅、日本的中孝介、韓國的蔡妍和台灣的任賢齊以英、日、韓語及普通話四種語言演繹，充分展現東亞運動會各參賽地區的團結。

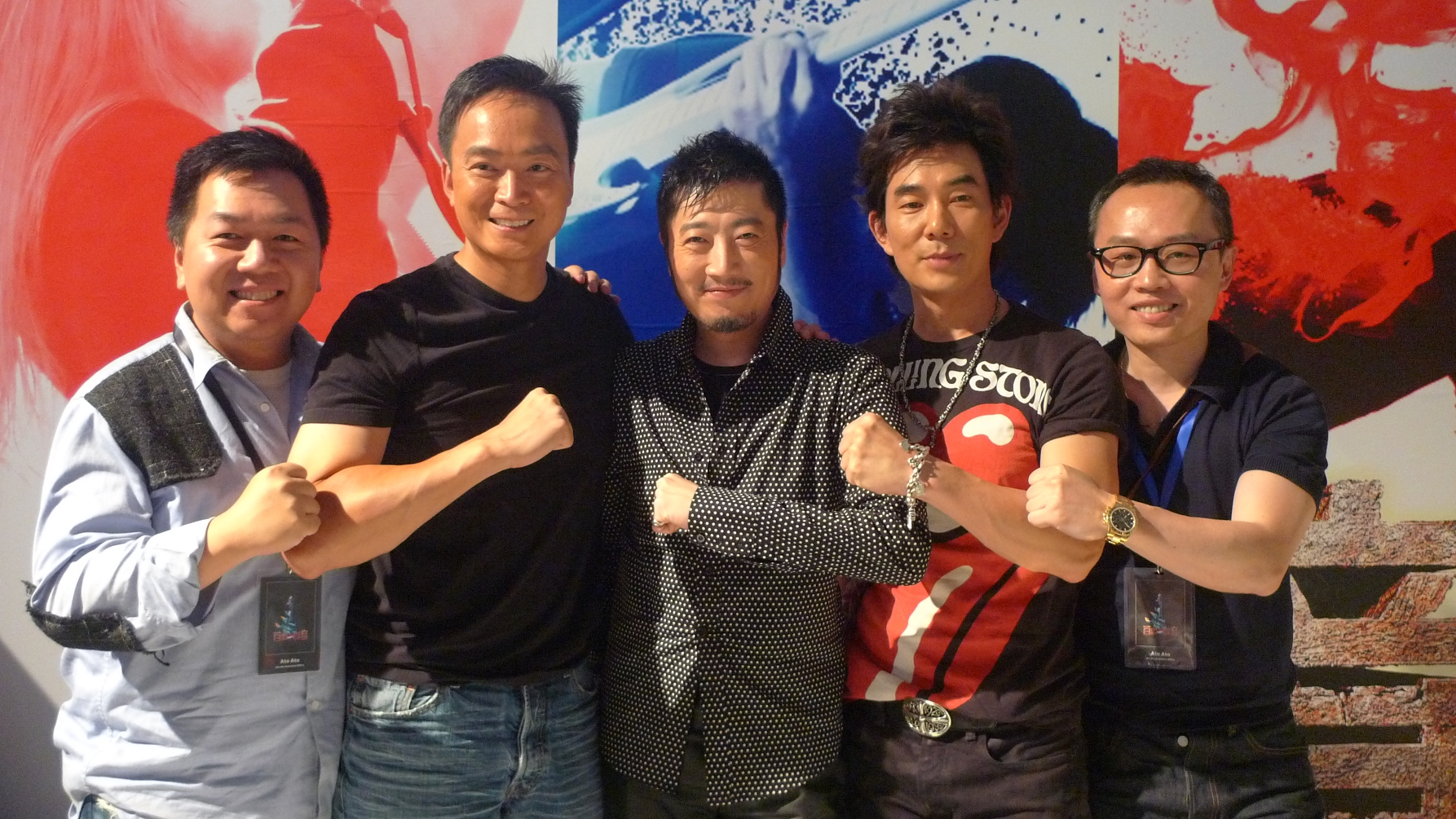
「蓋世群音」百事樂隊大賽 左起：
葉展華、許智偉、小蟲、任賢齊、陳少琪

### 百事群音
由百事可樂集團全力贊助，浙江衛視主辦， “百事群音樂隊大歡唱60年大型演唱會”在2009年4月至9月之間在上海舉辦。透過該活動挑選出最流行的歌曲，推廣樂隊文化在中國的發展。 陳少琪與葉展華（香港資深唱片公司負責人）共同擔任「百事群音」音樂總監，為本節目擔任策劃統籌，並負責本節的創意、策劃、製作、聯絡嘉賓及評委、推廣等相關工作。一連十輯的「百事群音演唱會」中，陳少琪除了擔任音樂總監之外，也將會擔任十強樂隊的音樂顧問，及評委。在三個月的比賽進程中，為各樂隊提供意見與協助，讓他們在邁進明日天團的路上，走的更有信心和力量。
2009年11月，陳少琪與葉展華帶領冠軍樂隊「聚點翻轉」遠赴美國好萊塢製作單曲及進行培訓，更與當地的著名音樂人和製作人交流，包括霍華德本森（Howard Benson）、R&B天王阿肯（AKON）、邁克爾.傑克遜御用吉他手奧里安西（Orianthi）、美國偶像亞當·蘭伯特（Adam Lambert）、“鼓王”肯尼.阿倫諾夫（Kenny Aronoff）等大牌巨星。

### 上海世博
2009年3月，陳少琪替中國2010年上海世博會志願者之歌《在你身邊》填詞及擔任製作人。此曲由張亞東作曲及陳奕迅主唱，並於3月27日於上海舉行的發佈會首演。
2009年10月13日晚，“群星唱世博”迎世博倒計時200天世博優秀歌曲演唱會在上海大舞臺舉行，由劉德華、李玟、林俊傑、羽泉、張靚穎、蕭敬騰、黃曉明等藝人壓軸演唱晚會主題曲《微笑上海》。這首由著名音樂人陳少琪作詞及製作。填詞理念擬把人身體的元素融入歌詞裡，用細胞、 心臟、皮膚、脈搏、奔跑、微笑等生動詞語比喻城市的活力，更能打動人。在確定創作方向後，陳少琪只花了短短半個小時就寫完了，但製作歌曲卻先後飛到北京、 香港及台北共五次，才完成所有歌手錄音部分。旋律是由自己帶入行的香港八十後音樂才子莊冬昕作曲，這一版《微笑上海》最終獲得世博局的一致肯定，也期待能夠引發更多普通觀眾的共鳴。
2010年，陳少琪為宣傳香港參與上海世博會主題曲填詞，一曲三詞（粵語／國語／英文），孫耀威作曲，由中國2010年上海世界博覽會(上海世博會)香港宣傳大使張學友率領香港多位知名歌手，當中包括孫耀威、謝安琪、張敬軒、Mr.樂隊及麥家瑜等合唱。廣東話版主題曲名為《無限之城》，主題曲突顯了上海世博會香港館的「無限城市──香港」主題意義之外，並宣揚香港作為亞洲國際都會的核心價值和優勢。

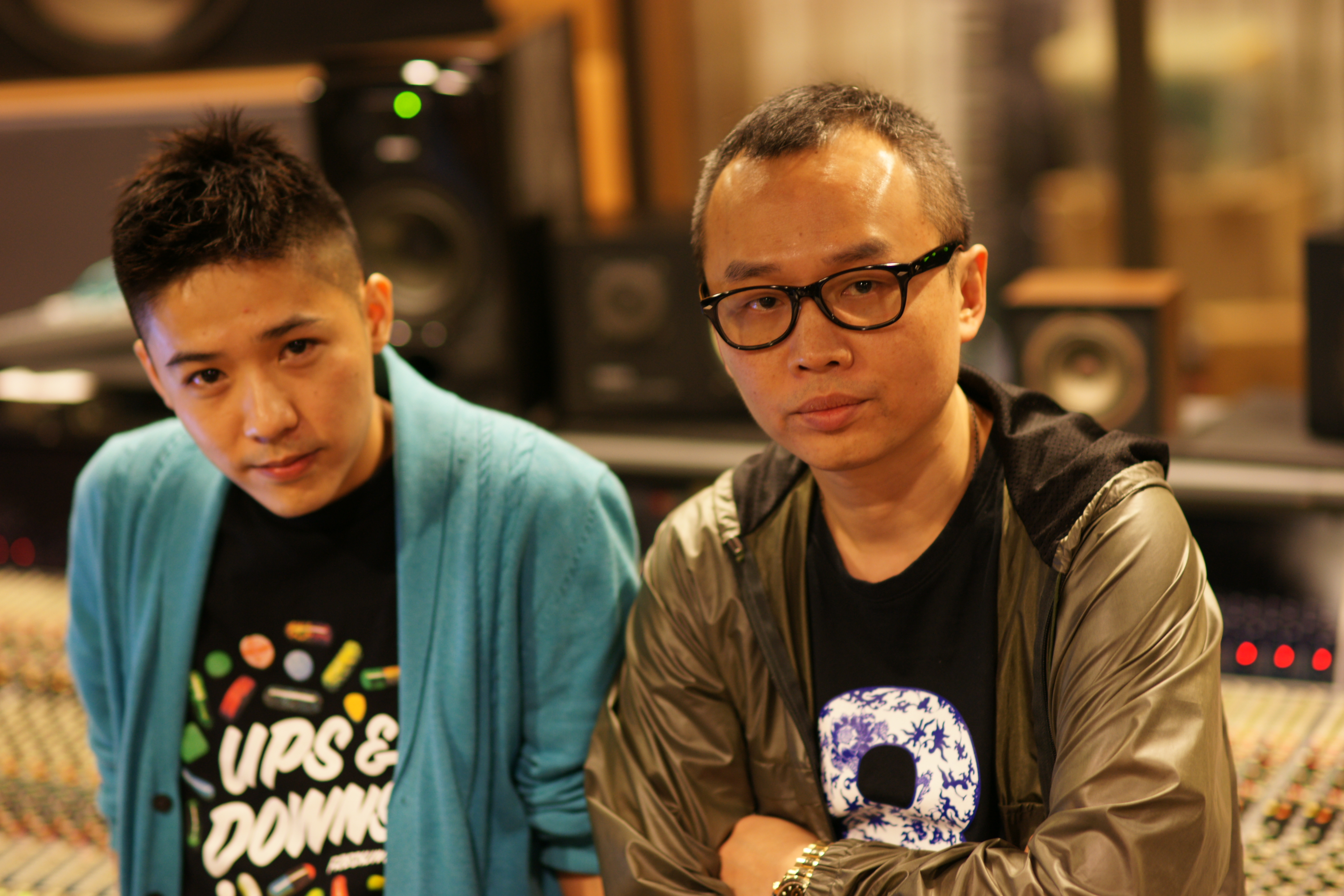
圖中左起為莊冬昕、陳少琪

### 演唱會
- 1997年，為張學友音樂劇《雪狼湖》任編劇和部分歌曲創作。
- 2002年，為梁詠琪策劃了香港之《G For Girl》演唱會。
- 2003年，為梁詠琪策劃了香港之《Funny Face》演唱會。
- 2007年8月25日，為梁詠琪策劃了上海大舞臺之《本色》演唱會。
- 2009年12月31日，紅創文化主辦了《那英*那20年世界巡迴演唱會》，北京首站嘉賓如雲，包括王菲、李亞鵬、董文華、趙本山、蔣雯麗、孫悅、林依輪、周傑、袁惟仁、李靜、李詠、鍾麗緹、蔡國慶、屠洪綱及恩師穀建芬。演唱會以那英20年來的經典為主題，多次引發全場大合唱。舉辦城市北京／澳門／天津／臺北／瀋陽／東京和維也納等地。

### 音樂人權益
陳少琪於1986年加入香港作曲家及作詞家協會（CASH）成為會員，並於2005年被選為作家理事之一。他亦於2008年初被由中國國家版權局授權成立的中國音像著作權集體管理協會委任為顧問，協助協會展開全國KTV使用權收費制定規範，替唱片公司及權利人謀求權益。

### 個人獎項
2010年，香港回歸13周年的授勳名單中，陳少琪榮獲行政長官社區服務獎狀，嘉許他對社會作出的貢獻。近年來為香港特區政府的大型活動創作多首耳熟能詳的主題曲。當中包括：
- 2007年香港特別行政區成立10周年紀念官方主題曲《始終有你》
- 2008北京奧運倒計時一周年主題曲《We Are Ready》、倒數100天主題歌《北京歡迎你》及北京奧運和殘奧馬術宣傳歌曲《飛躍共舞》
- 2009年香港東亞運動會主題曲《衝出世界》
- 2010年中國2010年上海世界博覽會志願者歌曲《在你身邊》和世博倒計時200天演唱晚會主題曲《微笑上海》
- 為香港參與中國上海世博會宣傳主題曲《無限之城》填詞

此外，陳少琪亦擔任「雪中送暖」行動主題曲《雪中送暖》填詞及監製、512賑災歌曲《承諾》北京版監製。

## 填詞作品列表（固定年份）

### 1986年（12首）
| - Douceurs Doux - 星夜之戀 - 浮世繪 - 憂傷都市 - 達明一派 - 愛的作弄 - 達明一派 - 惑星 - 達明一派 - 模特兒 - 達明一派 - 迷惘夜車 | - 達明一派 - 亂 - 達明一派 - 迷戀 - 達明一派 - 溜走的激情 - 達明一派 - 一個夏雨天 - 達明一派 - 圍牆 - 達明一派 - 一夜情 |

### 1987年（60首）
| - 友誼接觸 - 七點半 - 友誼接觸 - 落寞街頭 - 呂 方 - 別了秋天 - 呂 方 - 聽不到的呼喚 - 呂 方 - 緣盡那天 - 呂 方 - 無法真心 - 呂 珊 - 熾熱 - 呂 珊 - 窺看 - 呂 珊 - 飛奔遠方（雨言合填） - 李中浩 - 最後的信 - 李中浩 - 下雨天的人們 - 李麗蕊 - 灰色昨天 - 李麗蕊 - 異國印象 - 林憶蓮 - 愛的廢墟 - 林憶蓮 - 無情實驗 - 林憶蓮 - 點唱機 - 張學友 - 孤單的佔領 - 張學友 - 沉默的眼睛 - 張學友 - 誰之過 - 張學友 - 都市迷途 - 梅艷芳 - 裝飾的眼淚 - 梅艷芳 - 傷心教堂 - 梅艷芳 - 尋愛 - 許冠傑 - 武士精神 - 許冠傑 - 皆因你冇得彈 - 郭小霖 - 為你奉獻 - 陳百強 - 夢囈 - 陳迪匡 - 渡過黑暗 - 傅振榮 - 雪女 - 彭健新 - 海灘演唱會 | - 彭健新 - 我的心 - 達明一派 - 今夜星光燦爛 - 達明一派 - 溜冰滾族 - 達明一派 - 神奇女俠 - 達明一派 - 你望我望 - 達明一派 - 別等 - 達明一派 - 上路 - 達明一派 - 馬路天使 - 達明一派 - 美好新世界 - 達明一派 - 無風的秋季 - 達明一派 - 石頭記 - 達明一派 - 傷逝 - 達明一派 - 崩裂 - 達明一派 - 後窗 - 達明一派 - 一個人在途上 - 達明一派 - 棄 - 達明一派 - 長征 - 劉美君 - Man In The Moon - 蔣麗萍 - 假裝冷艷 - 蔡國權 - 夏日終結的戀人 - 蔡楓華 - 偷心劫匪 - 蔡楓華 - 遠飛的你 - 鄺美雲 - 冰凍的女人 - 鄺美雲 - 仲夏夜之戀 - 鄺美雲 - 引誘 - 譚詠麟 - 牆上的肖像 - 譚詠麟 - 千年埋藏 - 譚詠麟 - 知心當玩偶 - 譚詠麟 - 我的背後你的手 - 蘇 珊 - 跟我跳一次 |

### 1988年（70首）
| - Maria Cordero - 我行我素 - Maria Cordero - 聽我說話 - 江欣燕 - 一個偶然 - 何嘉麗 - 感觸（與俞琤合填） - 吳國敬 - 講一套 - 呂 方 - 時年逍逝 - 呂 方 - 珍惜相聚 - 呂 珊 - 一廂情願 - 呂 珊 - 歌迷 - 李克勤 - 停火 - 周美茵 - 失戀季節 - 林子祥 - 故園風雪後 - 林志美 - 不夜城 - 林志美 - 傷心戲院 - 林志美 - 破夢 - 林志美 - 低調女子 - 草 蜢 - 舞孃 - 草 蜢 - 白夜 - 草 蜢 - 三角視線 - 張立基 - 風雨夜歸人 - 張國榮 - 妒忌 - 張國榮 - 貼身 - 張學友 - 昨夜夢魂中 - 張學友 - 迫我絕情 - 梅艷芳 - Stand By Me - 梅艷芳 - 無人願愛我 - 梅艷芳 - 難得糊塗 - 許志安 - 傷感結局 - 許志安 - 繼續再覓尋 - 許冠傑 - 不速之客 - 許冠傑 - 他的下半生 - 許冠傑 - 我是太空人 - 郭小霖 - 文藝復興 - 陳慧嫻 - 渺茫的愛 - 陳慧嫻 - 歲月流聲 | - 陳慧嫻 - 凌晨舊戲 - 陳慧嫻 - Joe Le Taxi - 陳慧嫻 - 夜半驚魂 - 麥潔文 - 點解要走 - 麥潔文 - 孤單在等 - 黃寶欣 - 午夜探戈 - 達明一派 - 亂 - 達明一派 - 迷戀 - 達明一派 - 一個夏雨天 - 達明一派 - 溜走的激情 - 達明一派 - 圍牆 - 達明一派 - 一夜情 - 達明一派 - 你望我望－看著誰 - 達明一派 - 今夜星光燦爛－夜未央 - 達明一派 - 今夜星光燦爛－舞照跳 - 達明一派 - 禁色 - 達明一派 - 你你我我 - 達明一派 - 血色薔薇 - 達明一派 - 溜冰滾族 - 達明一派 - 石頭記（進念二十面體、邁克合填） - 達明一派 - 馬路天使（黃耀明合填） - 甄楚倩 - 凌晨點唱 - 甄楚倩 - 霓虹玩偶 - 甄楚倩 - 失蹤 - 蔡國權 - 只有你 - 蔡楓華 - 不必造作 - 鍾鎮濤 - 愛人遠行 - 鄺美雲 - 星期六約會 - 譚詠麟 - 午夜皇后 - 譚詠麟 - 都市獵人 - 譚詠麟 - 玩出火 - 譚詠麟 - 午夜戀人路 - 寶珮如 - 分手第一天 - 寶珮如 - 夜深情 - 寶珮如 - 送媽媽上火車 |

### 1989年（75首）
| - Blue Jeans - 自我失踪 - Echo - 戰場 - Echo - 每一個他 - Fundamental - 後現代愛情 - 仇雲峰 - 半真半假 - 仇雲峰 - 細說 - 文佩玲 - 等著你回來 - 王 傑 - 一點滴詩意 - 王 傑 - 上帝也哭泣（粵） - 王 傑 - 人去房空 - 王 傑、林憶蓮 - 温柔的你 - 王靖雯 - 尾班車 - 王靖雯、黃貫中 - 未平復的心 - 吳國敬 - 夏夜 - 呂 方 - 緣份遊戲 - 阮兆祥 - 鬧市燈光閃爍時 - 林子祥 - 同行萬里 - 林子祥 - 對話 - 林子祥 - 糊塗魯莽 - 林姍姍 - 出嫁的清晨 - 林保怡 - 午夜時份 - 林祖輝、黃子華、彭鏡光 - 2020晚星傳說 - 林楚麒 - 五點了 - 柏安妮 - 不夜天 - 柏安妮 - 不經意 - 柏安妮 - 情空 - 浮世繪 - 海的夢 - 草 蜢 - 也許跟你變一雙 - 張立基 - 夜消沉 - 張立基 - 不見她 - 張立基 - 末世風情 - 張國榮 - 放蕩 - 張國榮 - 抵抗夜寒 - 張國榮 - 風再起時 - 張學友 - 舊信，舊夢！ - 張學友 - 法國餐廳 - 張學友 - 熱情面具 - 張學友、關淑怡 - 年少無情 - 梅艷芳 - 戀愛Part-Time | - 梅艷芳 - 夏日戀人 - 梅艷芳 - 夕陽之歌 - 梅艷芳 - 各走各路 - 許冠傑 - 重遇晚上 - 郭小霖 - 微笑 - 郭小霖 - 等你 - 陳百強 - 心碎路口 - 陳慧嫻 - 夜機 - 陳慧嫻 - 披星獨行 - 陳慧嫻 - 冰點 - 黃 翊 - 信差日記 - 黃 翊 - 冬季等到夏季 - 達明一派 - Viva la Diva - 達明一派 - 最佳朋友 - 甄 妮 - 人間有情 - 甄 妮 - 春夢了無痕 - 甄楚倩 - I Miss You - 劉美君 - 我笑說 - 蔡 立 - 告別零時 - 蔡 立 - 成長 - 蔡 立 - 渺茫緣份 - 蔡 立 - 狂意 - 蔡楓華 - 愛難减價 - 鄭瑞芬 - Be my baby - 鄭瑞芬 - 假裝．假純情 - 鄺美雲 - 心動 - 羅 文 - 狂熱 - 羅 文 - 留給這世上我最疼愛的人 - 羅 文 - Just For You - 譚詠麟 - 忘情都市 - 譚詠麟 - 我愛唱機 - 譚耀文 - 不死的昨天 - 譚耀文 - 咖啡雨點 - 譚耀文 - 廢話 - 關淑怡 - 長夜正深時 - 蘇 芮 - 若即若離 |

### 1990年（62首）
| - Blue Jeans - 停電午夜 - Echo - 風度 - Face To Face - 得意、失意、又一次 - 文佩玲 - 過火 - 文佩玲 - 驟來的去年夏季 - 王 傑 - 失敗者 - 王 傑 - 孤獨觀眾 - 王靖雯 - 遊蕩 - 王靖雯 - 無悔今夜 - 王靖雯 - 不裝飾 - 吳婉芳 - 門內門外 - 吳婉芳 - 無名情人 - 吳婉芳 - 迷情車手 - 吳婉芳 - 祝你好運 - 周美茵 - 記念 - 林子祥 - 黑白不分 - 林子祥 - 天光也睡天黑也睡 - 黃凱芹、李克勤 - 絕對自我 - 張立基 - 烈火一星期 - 張學友 - 千金一刻 - 張學友、關淑怡 - 年少無情 - 梅艷芳 - 意亂情迷 - 許冠傑 - 發開口夢 - 郭小霖 - 不准喧嘩 - 郭小霖 - 酒意 - 麥潔文 - 人間樂園 - 麥潔文 - 光陰流轉 - 麥潔文 - 浮生舞台 - 彭家麗 - 二月十四 - 黃 翊 - 歲月長情 | - 黃 翊 - 誰來愛我們 - 黃 翊 - 逃夢 - 黃 翊 - 離別季節 - 黄凱芹 - 火圈 - 溫兆倫 - 別太認真 - 達明一派 - 諸神的黃昏 - 甄楚倩 - 放心遠去吧 - 劉美君 - Man In The Moon - 劉德華 - 熱血男兒 - 劉德華 - 禱告 - 蔣志光 - 日後 - 蔡濟文 - 褪色片段 - 鄭秀文 - 迷情 - 鄭秀文 - 離別 - 鄭敬基 - 求你別茫然 - 黎 明 - 夏日方程式 - 黎 明 - 人在邊緣 - 戴蘊慧 - 初夜情 - 戴蘊慧 - 西飛客機 - 鍾鎮濤 - 從來不懂愛你 - 鍾鎮濤 - 夏日童話 - 羅 文 - 星光伴我心 - 羅 文 - 不想這樣、可否那樣 - 羅 文 - 人到無求 - 羅 文 - 夜的時光 - 譚詠麟 - 愛莫能助 - 關淑怡 - 心急 - 關淑怡 - Boy - 關淑怡 - 黑豹 - 關淑怡 - 心野 - 陳山河、寶佩如 - 第三間電台 |

### 1991年（33首）
| - 王 虹 - 江水寒 - 王 傑 - 失意的漢子 - 王 傑 - 我終於歸向你 - 沈殿霞 - 肥趣電視台 - 沈殿霞 - 風雨中的喝采 - 周 影 - 美麗的錯愛 - 周 影 - 背影 - 周慧敏 - 野性的心 - 徐小鳳 - 打每一個電話 - 張學友 - 馬路英雄 - 張學友 - 壯志驕陽 - 張學友 - 別讓我發現你在哭 - 彭家麗 - No Promise - 彭家麗 - 紐約現時下雪已深 - 黃 翊 - 報復 - 黃 翊 - 忘記一些還有一些 - 溫碧霞 - Stranger in the Nite（卡龍合填） - 施偉芝 - 纏綿天地 | - 甄楚倩 - 性感的謊言 - 劉小慧 - 滿分情人 - 劉彩玉、鄭梓浩 - 一對妒忌的心 - 劉彩玉 - 我的需要 - 劉彩玉 - 珍惜我 - 劉漢樂 - 戀愛配方 - 劉漢樂 - 可愛 - 劉德華 - 紅塵天使 - 蔡濟文 - 絲路之戀 - 黎 明 - OH! 夜 - 黎 明 - 危險的她 - 黎 明 - 人在黎明 - 黎 明 - 夜變得精彩 - 黎 明 - 不羈舞台 - 關淑怡 - 狂野騙子 |

### 1992年（52首）
| - 王 傑 - 今夜遙遠的二人 - 王靖雯 - 不相識的約會 - 王靖雯 - 重燃 - 王靖雯 - 兜兜轉 - 何寶生 - 沒方向的星 - 何寶生 - 臨行前別讓我傷心 - 何寶生 - 來吧信任我 - 何寶生 - 年月有過這一天 - 何寶生 - 日落情人 - 李克勤 - 黃昏重逢 - 李樂詩 - 入夜 - 杜德偉 - 安全地愛 - 杜德偉 - 總有一天等到你 - 周慧敏 - 歲月的童話 - 林子祥 - 愛心特護 - 韋綺姍 - 唔怕你加 - 韋綺姍 - 為何不敢瀟灑的離開 - 張智霖 - 一生戀再戀 - 張智霖 - 一分鐘的目光 - 張智霖 - 傷心者的眼光 - 張學友 - 分手總要在雨天 - 張學友 - Honey B - 張學友 - 紅葉舞秋山 - 張學友 - 日出時讓戀愛終結 - 張學友 - 生命的插曲 - 陳松齡 - 初戀的某一天 | - 陳慧嫻 - 月亮 - 陳慧嫻 - 你+我=火 - 陳潔靈 - 你出走的那一夜 - 陸家俊 - 胭脂愁 - 陸家俊 - 迷信情人 - 陸家俊 - Oh! Jolene - 彭家麗 - 愛上你的所有 - 湯寶如 - I Don't Care - 湯寶如 - 午後怨曲 - 黃 翊 - 在妳轉身的一剎 - 黃 翊 - 眼睛不說謊 - 黃 翊 - 電視人 - 黃凱芹 - 今夜可否留低 - 溫碧霞 - 單身貴族 - 劉小慧 - 夜心邪 - 劉以達與夢 - 植民地 - 劉彩玉 - 夜空的翅膀 - 劉彩玉 - 這一舞 - 劉德華 - 末世天使 - 劉德華 - 無聲的一晚 - 劉錫明 - 兩個天空 - 蔡國權 - 物質愛情 - 黎 明 - 你是否天使 - 黎瑞恩 - 別偷去我的夢 - 關淑怡 - I Love Your Smile - 關淑怡 - 製造迷夢 |

### 1993年（78首）
| - 王靖雯 - 執迷不悔 - 王靖雯 - 長大 - 王馨平 - 地心探險記 - 伊能靜 - 愛心考試 - 伊能靜 - 電話中擁抱你 - 江希文 - 蝙蝠 - 李家明 - 回到真我 - 李樂詩 - 灰色作家 - 杜德偉 - 再戰蝙蝠俠 - 杜德偉 - 放過我吧 - 沈殿霞 - 兩個堅持 - 車沅沅 - 今年生日 - 車沅沅、梁漢文 - 欲言又止 - 周慧敏 - 冬日浪漫 - 周慧敏 - 自作多情 - 周慧敏 - 自動自覺 - 周慧敏 - 別望着我離開 - 林子祥 - 偶像 - 林子祥 - 終生伙伴 - 林保怡 - 愛慾迷宮 - 林保怡 - 無謎底的愛你 - 林珊珊、吳君如、鄭丹瑞 - BB出生了 - 韋綺姍 - Somehow Someday - 徐鎮東 - Jazz Cafe - 草 蜢 - 燃點你心 - 馬浚偉 - 一生忘不了 - 張智霖 - 瘋了吧、想我嗎？ - 張智霖 - 禮拜五慾望 - 張衛健 - 愛我吧 - 張衛健 - 誰愛着我 - 張學友 - 思憶季節 - 張學友 - 如來神掌 - 張學友、李克勤、黎瑞恩、湯寶如、唐韋琪、草 蜢 - 未來的天才 - 許志安 - 你是我所有幻象 - 許志安 - 知己知己 - 許志安 - 別說歸家 - 郭富城 - 不可思議 - 郭富城 - 愛妳的流浪貓 - 郭富城 - Do Something Crazy | - 陳松齡 - 關於真愛的故事 - 陳慧嫻 - 夜了點 - 陳慧嫻 - 重頭愛你 - 陸家俊 - 遊戲吧 - 彭家麗 - 臨別心聲 - 湯寶如 - 大戰前夕 - 湯寶如 - 偷戀 - 曾路得、洗凱忻 - 我未算乖乖 - 黃凱芹 - 傷痕 - 楊采妮 - 愛的魔法 - 楊采妮 - 忘掉愛戀 - 楊采妮 - 不玩大富翁 - 楊采妮 - 擺脫都市病 - 溫兆倫 - 愛一個人 - 葉蒨文 - 完全是你 - 劉小慧 - 聽風的詩篇 - 劉德華 - 抱歉 - 蔡興麟 - 你為何讓戀愛倦了 - 蔡興麟 - 如果明天 - 蔡興麟 - 再見吧！Barcelona - 鄭秀文 - 大報復 - 鄭秀文 - 從開始那天 - 鄭梓浩 - 強烈再吻我吧 - 鄭嘉穎 - 迷失的女孩 - 鄭嘉穎 - 重生的眼睛 - 鄭嘉穎 - 小炸彈 - 黎 姿 - 你是明日意義 - 黎 姿 - 我這樣愛你錯了嗎? - 黎瑞恩 - 玉女心經 - 黎瑞恩 - 自動消失Lonely Days - 黎瑞恩 - 資深戀愛家 - 黎瑞恩 - 但願給戀火灼傷 - 鍾鎮濤 - 天待我真不錯 - 鄺美雲 - 尋夢遊戲 - 譚詠麟 - 笑看人生 - 關淑怡 - 夢劇場 - 蘇永康 - 回程吧 - 蘇 芮 - 回頭時是我愛的人 - 蘇 芮 - 驟雨中激情 |

### 1994年（81首）
| - 王 菲 - 回憶是紅色的天空 - 王馨平 - 一天半天 - 甘子暉 - 你說過日夜念著我 - 江希文 - 再見童年 - 何家勁 - 說不出我願留下你 - 吳奇隆 - 在我愛的天空下擁抱你 - 巫啟賢 - 峰迴路轉 - 吳奇隆 - 今天 - 吳奇隆 - 從來沒有這樣的孤單 - 吳奇隆 - 願你說謊 - 呂 方 - 但求雨季到來 - 呂 方 - 無論再怎麼欺騙我感覺 - 巫啟賢 - 失落者天堂 - 李家明 - 六百秒衝動 - 李家明 - 不可更真的心 - 李樂詩 - 限期過後 - 李蕙敏 - 橫濱別戀 - 周華健 - 永遠的寶貝 - 周慧敏 - 千色派對 - 洪楗華 - 日與夜 - 范振鋒 - 為你憂鬱的眼睛 - 風火海 - 愛症狀 - 風火海 - 交易廣場 - 袁鳳瑛 - 遊戲規則 - 袁潔瑩 - 一知半解 - 馬浚偉 - 那個年頭 - 馬浚偉 - 月滿幻象 - 馬浚偉 - 無敵大鐵人 - 馬浚偉、黎 姿 - 求婚勿語 - 張立基 - 你與我之間 - 張立基 - 我憂鬱 - 張崇基、張崇德 - 坐井觀天 - 張崇基、張崇德 - 當星光不伴我 - 張智霖 - 一生戀再戀 - 張智霖 - 瘋了吧（想我嗎） - 張智霖 - 彈性戀愛時間 - 張衛健 - 忘不了 - 張學友 - 這個冬天不太冷 - 張學友 - 讓你愉快 - 張學友 - 這一次意外 - 張學友 - 當愛變成習慣 | - 張學友 - 我等到花兒也謝了 - 張學友、王 菲 - 非常夏日 - 梁朝偉 - 旁觀者的故事 - 梁朝偉 - 獨奏悲歌 - 梁漢文 - 五千巴仙的愛 - 梁漢文 - 日出之後 - 梁漢文 - 空空天空 - 許志安 - 愛着你!綁着你! - 許秋怡 - 不再做木偶 - 陳松伶 - 戀愛追逐 - 陳松伶 - 自言自語 - 陳雅倫 - 回程風光 - 陳德容 - 在這影片閉幕前 - 陸家俊 - 你為何讓戀愛倦了 - 彭家麗 - 行動派 - 彭家麗 - 通天神偷 - 湯寶如 - 緣份的天空（西雅圖的失眠人） - 湯寶如 - 偷窺 - 湯寶如 - 越難越愛你 - 湯寶如 - 字母湯 - 楊采妮 - 全城來吧Cha Cha Cha - 趙學而 - 反叛情歌 - 劉小慧 - 改! 改! (愛戀革命) - 劉小慧 - Do Re Me Fa So - 劉小慧 - 誰人能這麼刻意假到底 - 劉文娟 - 失戀餐廳 - 劉彩玉 - 還是回家可以嗎 - 劉德華 - 鑽石眼淚 - 蔡濟文 - 專一是否傻瓜 - 鄭伊健 - 天使之歌 - 鄭嘉穎 - 願望在星空那裹 - 鄭嘉穎、王馨平、湯寶如 - 飛出戀愛街 - 黎 姿 - 從不應沒有自尊 - 黎 姿 - 不是娃娃 - 黎 姿 - 紅着眼的夜歸人 - 黎瑞蓮 - 離開的最後離開 - 羅 文 - 天地心 - 譚詠麟 - 另結新歡 - 關淑怡 - Rumour - 蘇永康 - OH! GAL |

### 1995年（78首）
| - 王翠玲 - 自然價值 - 王翠玲 - 自甘寂寞 - 王馨平 - 夢遊戲 - 王馨平 - 即使一個夏季 - 古巨基 - 我和你的未來 - 伍婉琛 - 心跟你心 - 江希文 - 是你的甚麼 - 江希文 - 我點知 - 江希文 - 心滿意足 - 吳君如 - 年中無憂 - 吳君如 - Happy Birthday送我給你 - 吳君如 - 起過風 - 吳君如 - 認真玩結婚 - 吳君如 - 回憶糭是溫柔的 - 吳君如 - 祝你好運 - 吳君如 - 識做識玩 - 吳君如 - 情人處處吻 - 吳倩蓮 - 心甘情願 - 吳倩蓮 - 棲身你背後 - 吳國敬 - 大家靜一靜 - 呂 方 - 明年這夜 - 巫啟賢 - 峰迴路轉 - 李國祥 - 純愛星球 - 李麗蕊 - 黑教徒 - 杜德偉 - 愛變了這世界襯衣 - 杜德偉 - 一件錯事 - 汪明荃 - 我信愛 - 周華健 - 平安夜 - 周華健 - 晴空 - 周華健 - 安心 - 周慧敏 - 敏感夜 - 金城武 - 幸運還是你 - 范曉萱 - 魔力ESP - 風火海 - 今日男人態度 - 孫耀威 - 為愛狂奔 - 草 蜢 - 好壞 - 草 蜢 - 愛亂篇 - 康 賢 - 今夜遠方 - 康 賢 - 星光即將消失 | - 張立基 - 夜消沉 - 張智霖 - 夏至 - 張學友 - 屈到病 - 張學友 - 過敏世界 - 張學友 - 無心戀 - 張學友 - 離開以後 - 張學友 - 高! 高! - 梁朝偉 - 我喜歡不喜歡 - 梁朝偉 - 不走不珍惜 - 梁漢文 - 風聲 - 梁漢文 - 給我所愛 - 梅艷芳 - 愛我的只有我 - 梅艷芳 - 心全蝕 - 陳浩民 - 差不多 - 陳建穎 - 越了解我 越要傷我 - 陳慧琳 - 我會掛念你 - 陳慧嫻 - 從來是一對 - 陳慧嫻 - 還是喜歡看你 - 陳慧嫻 - 今天夜裡總下雨 - 陳慧嫻 - 越愛越陌生 - 陳曉東 - 臨別看你一眼 - 湯寶如 - 天生愛情狂 - 湯寶如 - 快趣實力派 - 湯寶如 - 50/50 - 葉蒨文 - 當一切別離我 - 葉蒨文 - 願愛得肯定 - 甄子丹 - 精武英雄 - 劉雅麗 - 愛在別離中 - 鄭嘉穎 - 折子戲 - 鄭嘉穎 - 月光少年 - 黎瑞恩 - 一天天請你動情 - 戴恩玲 - 一天天愛上你 - 戴恩玲 - 停低一分鐘 - 羅敏莊 - 為你改變 - 譚詠麟 - 迷香 - 譚詠麟 - 追擊 - 譚詠麟、關淑怡 - 真實的謊話 - 關淑怡、草 蜢 - 月光曲 - 蘇有朋 - 愛上你的一切事情 |

### 1996年（45首）
| - 王馨平 - 原來如此 - 王馨平 - 心藍 - 巫 奇 - 一首會哭的歌 - 巫 奇 - 愛上自己 - 李樂詩 - 原來世界很美 - 李蕙敏 - 防線 - 周華健 - 我知道 - 周慧敏 - 每一次遠行 - 邰正宵 - 寂寞玩具 - 邰正宵 - 火燙的夢 - 曹永廉 - 生命快歌 - 梁漢文 - 呼吸 - 梁漢文 - 衣櫃裡的男人 - 郭 靜 - 轉性 - 陳山葱 - 冰冷接觸 - 陳山葱 - 當你戀愛 - 陳秀雯 - 風光 - 陳松伶 - 期許 - 陳建穎 - 其實我 - 陳 琪 - 叛逆妄想 - 陳慧琳 - 懦弱 - 陳慧嫻 - 回報 - 陳慧嫻 - 男人的答案 | - 陳曉東 - 了解你的所有 - 陳曉東 - 風吹草動 - 陳曉東 - 勇敢 - 陳曉東 - 結他 - 曾仕賢 - 情人直覺 - 湯寶如 - 明日失踪 - 湯寶如 - 糾纏 - 湯寶如 - 迷藥 - 楊千嬅 - 爭執 - 蔣卓樂 - 你有問題 - 鄭中基 - 搬屋 - 鄭中基 - 水火不容 - 鄭秀文 - 最後勝利 - 黎 明 - 感應 - 鍾漢良 - 現身 - 顏聯武 - 璀燦 - 顏聯武 - 相依為命 - 譚詠麟 - 創世記 - 蘇慧倫 - Don't You Worry Baby - 蘇慧倫 - 給四季預算 - 蘇慧倫 - 絕．望 - 蘇慧倫 - 雨幕 |

### 1997年（58首）
| - 王馨平 - 全靠我 - 古巨基 - 漩渦 - 吳倩蓮 - 體溫 - 呂 方 - 但求雨季到來 - 呂 方 - 無論再怎麼欺騙我感覺 - 李克勤 - 進退兩男 - 李 玟 - 念念不忘 - 李樂詩 - 情深天地 - 李蕙敏 - 打掃 - 李蕙敏 - 高攀 - 李蕙敏 - 偏偏 - 車沅沅 - 紅燈 - 紀炎炎 - 原因 - 胡蓓蔚 - 多多 - 胡蓓蔚 - 抹掉 - 胡諾言 - 忘記時空（天地無用） - 張學友 - 共度良宵 - 張學友 - 命運舞會 - 張學友 - 花花嘉年華 - 張學友 - 甚麼是戀愛 - 張學友 - 抱雪 - 張學友 - 原來只要共你活一天（曲、詞） - 梁詠琪 - 沉溺 - 梁漢文 - 角度 - 梁漢文 - 依依 - 梁漢文 - 逆境求存 - 梁漢文 - 習慣你 - 郭子言 - 特務 - 郭子言 - 純真的心 | - 陳嘉露 - 愛狼說 - 陳慧琳 - 今夜很寧靜 - 陳慧琳 - 甦醒 - 陳慧琳 - 心太軟 - 陳慧琳 - 回情 - 陳潔儀 - 揭曉 - 陳潔儀 - 我怕 - 陳潔儀 - 這一分鐘 - 陳潔儀 - 風景 - 陳曉東 - 在乎你感受 - 陳曉東 - 迷魂 - 陳曉東 - 擠迫 - 陳曉東 - 急凍心靈 - 陳曉東 - 心的接觸 - 陳曉東 - 一萬年 - 陳曉東 - 佔領 - 湯寶如 - 記認 - 湯寶如 - 快將上映 - 黃浩詩 - 三人不行 - 楊千嬅 - 薄荷味 - 葉蒨文 - 活過 - 趙學而 - 沸騰 - 劉德華 - 天地連起 - 劉德華 - 沉迷 - 劉德華 - 鳳凰飛翔 - 鄭中基 - 相對論 - 黎 明 - 傳情達意 - 譚小環 - 一個月 - 蘇永康 - 海角天涯 |

### 1998年（43首）
| - Dry - 然後 - Dry - 擺脫 - SISTERS - 設計圖片 - 古巨基 - 來年來日 - 古巨基 - 兩個故事 - 吳佩慈 - 挑剔 - 李蕙敏 - 代價 - 李蕙敏 - 當男人愛上女人 - 李蕙敏 - 撲火 - 張信哲 - 不知如何是好 - 張信哲 - 夜是 - 張學友 - 留言 - 張學友 - 除了這些 還有...... - 許志安 - 請你在餘生中等我 - 許志安 - 天堂 - 許志安、李蕙敏、陳曉東、鄭中基、陳潔儀 - 全面曝光 - 陳小春 - 愛妻號 - 陳小春 - 小春電器 - 陳小春 - 苦男人 - 陳小春 - 車神 - 陳慧琳 - 嚴重 - 陳慧琳 - 事前想後 | - 陳慧嫻 - 距離 - 陳潔儀 - 等我說愛你 - 陳潔儀 - 精挑細選 - 陳潔儀 - 愛兩個人 - 陳潔儀、陳嘉露 - 只要相信便看見 - 陳曉東 - Holiday - 陳曉東 - 難以形容 - 陳曉東 - 多出一世紀 - 陳曉東 - 彼此彼此 - 陳曉東 - 愛我一小時 - 陳曉東 - 十二月 - 陳曉東、陳慧琳 - 非賣品 - 溫 拿 - 幾多都經過 - 溫 拿 - 自然關係 - 葉蒨文 - 糊塗 - 鄭中基 - 時間、人物、地點 - 鄭中基 - 天意 - 鄭中基 - 敵人（國） - 謝凱珊 - 你你得我 - 譚詠麟 - 飛馬 - 譚詠麟 - 人生影畫戲 |

### 1999年（53首）
| - Beyond - 失蹤 - Zen - 遊園地 - 王 傑 - 心癮 - 古巨基 - 天氣會變 - 古巨基 - 預感 - 何潤東 - 假動作 - 李蕙敏 - 想愛沒有情 - 容祖兒 - 今年新款 - 恭碩良 - 人間飛行 - 恭碩良 - 地鐵一日遊 - 恭碩良 - 暴走之夜 - 張 茵 - 雖然離開 - 張 茵 - 月亮旅程 - 張 茵 - 離開了你，還有回憶 - 張學友 - 有個人 - 張學友 - 我應該 - 梁詠琪 - 我鐘意 - 梁詠琪 - 最美 - 梁詠琪 - 限期 - 梁詠琪 - 遠在天邊 - 梁詠琪、古巨基 - 深呼吸飛行 - 許志安 - 日落旅館 - 陳浩民 - 數數小精靈 - 陳慧琳 - 休克 - 陳慧琳 - 憎恨想念你 - 陳慧琳 - 微笑沉睡 - 陳慧嫻 - 正是愛 | - 陳慧嫻 - 山手線 - 陳曉東 - 特務（國） - 陳曉東 - 特務 The Spy Who Loves Me - 陳曉東 - 從心愛你 - 陳曉東 - 月光浴 - 陳曉東 - 質感 - 創價學會 - 世紀鐘聲 - 馮德倫 - 動不動 - 馮德倫 - 然後 - 馮德倫 - 矛盾 - 馮德倫 - 讓你自己說愛我 - 楊千嬅 - Boom ba eh - 劉愷威 - 合味道 - 劉愷威 - 由淺入深 - 劉德華 - 拉鋸戰 - 鄭中基 - 二月三日 - 鄭中基 - 兩代天使 - 鄭中基 - 東京出沒 - 鄭中基 - 甘心不甘心 - 鄭中基 - 還以為 - 鄭伊健 - 回憶裡沒有冬季 - 鄭伊健 - 2001地球漫遊 - 鄭伊健 - 雙面人 - 鄭伊健 - 極速 - 鄭伊健 - 有你便有我 - 譚詠麟 - 約你 |

### 2000年（41首）
| - Swing - Shut Up - 小 雪 - 狂戀症 - 王 傑 - 我還好 - 古天樂 - 配樂 - 古巨基 - 一光年 - 古巨基 - 來吧小精靈 - 何嘉莉 - 親身感覺 - 何潤東 - 假動作 - 李克勤 - 新生活1.01 - 李克勤 - 樓下有人 - 李克勤 - 不倒翁 - 李蕙敏 - 世界未到末日時 - 車婉婉 - 冬天不下雨 - 袁思慧 - 經過 - 張 茵 - 密室 - 張衛健 - 她不愛我 - 梁詠琪 - Cover Girl - 梁詠琪 - 身不由己 - 梁詠琪 - 我的方式 - 梁詠琪 - Kiss Me - 梁詠琪 - 今夜沒有風 | - 梁詠琪 - 煙霧瀰漫 - 梁詠琪 - 雪人 - 梁詠琪 - 灰姑娘 - 梁詠琪 - 一年之計 - 梁詠琪 - 指環 - 梁漢文 - 看我 - 許志安 - 日落旅館 - 陳小春 - 無論如何 - 陳秀雯、劉美君、恬 妞 - 理想的愛 - 陳冠希 - 要來便來 - 陳慧嫻 - 等人 - 陳潔儀 - 最好 - 陳潔儀 - 輸不起 - 瑪莉亞 - 心事 - 鄭伊健 - 愛恆溫 - 鄭伊健、陳小春、林曉峰 - 一起飛 - 劉德華 - 神秘的遊戲 - 劉德華 - 視而不見 - 羅嘉良 - 羅家良品 - 羅嘉良 - 相見 相愛 傷害 |

### 2001年（75首）
| - Swing - 複製爸爸 - Swing - 天空之城 - Twins - 換季 - Twins - 飛線 - 王 傑 - 不浪漫罪名 - 古天樂 - 樂天 - 古天樂 - 代糖 - 古天樂 - 醒來 - 古天樂 - 我願愛 - 古巨基 - 蜜蜂 - 古巨基 - 幸運鈴聲 - 古巨基 - 獨行俠 - 何韻詩 - 愛死你 - 李克勤 - 月光玫瑰 - 李克勤 - 飛花 - 李克勤 - 愛不壞 - 李克勤 - 男人的重罪 - 李克勤 - 狐狸尾巴 - 李 玟 - 愛你才介意 - 岳 薇 - 有權愛你 - 金海心 - 心感覺 - 金海心 - 胡思亂想 - 馬浚偉 - 3'07" - 馬浚偉 - 曾經有人 - 容祖兒 - 隨夢而行 - 高晨維 - 梳化 - 高晨維 - 起飛 - 高晨維 - 火災 - 郭富城 - Para Para Sakura - 郭富城 - 唯一色彩 - 郭富城 - Para Para Sakura（國） - 郭富城 - 全城之寶 - 張柏芝 - 經驗 - 張家輝 - 寧願最傷心的給我自己 - 張家輝 - 顧嘉煇 - 張家輝 - 有愛易辦事 - 張家輝 - 別把傷心回憶放進行李 - 張衛健 - 我要撒野 | - 張學友 - 原不原諒 - 張學友 - 始終 - 梁浩賢 - 一人同樂日 - 梁浩賢 - 隨時隨地 - 梁詠琪 - 全年無休 - 梁詠琪 - 出走地平線 - 梁詠琪 - 失散車站 - 梁詠琪 - 25 - 梁詠琪 - 地球的住客 - 梁詠琪 - 雨多田光 - 梁詠琪 - Suddenly This Summer - 梁詠琪 - 繼續愛 - 梁詠琪 - 貼心 - 梁詠琪 - 嫌棄 - 梁詠琪 - G For Girl - 梁詠琪 - 驗光 - 梁詠琪 - 煙花匯演 - 梁詠琪 - 城市之光 - 陳文媛 - 節目 - 陳文媛 - B.O.B.O - 陳文媛 - 自搜 - 陳文媛 - 天使情歌 - 陳司翰 - 一拍即合 - 陳冠希 - 分手武器 - 陳冠希 - 能見度 - 陳潔儀 - 死性不改 - 陳潔儀 - Mr. Turner（粵） - 傅珮嘉 - 口渴 - 傅珮嘉 - 美食有罪 - 葉佩雯 - 二人默劇 - 鄭中基 - 染布人生 - 鄭伊健 - 80倍速 - 鄭秀文 - 那天你愉快嗎？ - 鄭秀文 - 跳傘 - 鄭秀文 - 後遺症 - 劉德華 - 夏日Fiesta - 劉德華 - 我的胖侶 |

### 2002年（94首）
| - B2 - 涉谷怪談 - Cookies - 麥包 - Shine - 天又藍 - Shine - 南天 - Twins - 我的UFO - 王秀琳 - 求籤 - 王秀琳 - 不敢跳舞 - 王秀琳 - 門鎖壞了 - 王秀琳 - 示威 - 王 傑 - 我識忍痛 - 王 喜 - Again - 何嘉莉 - 你是我的禮物 - 何韻詩 - 愛死你 - 吳奇隆 - 寧願灑脫 - 李克勤 - 越夜越壞 - 李克勤 - 兩個細路 - 李克勤 - Victory - 李克勤 - 愛病 - 李克勤 - 花犯 - 李克勤 - 我懶惰 - 李克勤 - 黑房 - 李克勤 - 花園街的流星 - 李克勤 - 榮譽勳章 - 李克勤 - 無考不成話 - 李克勤 - Victory (國) - 李克勤、黃伊汶 - 來到今天 - 李克勤、黃伊汶 - 愛情勇敢 - 谷祖琳 - 六壯士 - 谷祖琳 - 願望樹 - 谷祖琳 - 除了你 - 谷祖琳 - 殘酷劇場 - 余文樂 - 運動太好 - 余文樂 - 紙巾 - 余文樂 - 最強徽章 - 周英 - 敢愛敢還 - 林依輪 - 夜來燒 - 林憶蓮、陶 喆 - 他們都是我們的孩子 - 徐天佑 - 屹立不倒 - 馬浚偉 - 水中仙 - 顧紀筠 - 惜花 - 馬浚偉、李彩樺 - 流沙 - 郭富城 - 臨睡吻你一次 - 郭富城 - 剛柔流 - 張柏芝 - 真我工作坊 - 張柏芝 - 斷戲 - 張柏芝 - 門外的涼鞋 - 張柏芝 - 唇色 | - 張詠詩 - 上一課 - 張智霖 - 有關過關 - 張智霖 - 又一天 - 張衛健 - 幸福糊塗蟲 - 張衛健 - 孤獨不苦 - 張衛健、劉德華 - 高高在下 - 張衛健、劉德華 - 高高在下（國） - 梁詠琪 - 家有小熊 - 梁詠琪 - 我們的永遠 - 梁詠琪 - 長痛長愛 - 梁詠琪 - 雪雪 - 梁詠琪 - 花瓶鷄湯 - 梁詠琪 - 漫畫女王 - 梁詠琪 - 幸福教室 - 梁詠琪 - 進化夢 - 梁詠琪 - Funny Face - 梁詠琪 - 傷心尋回犬 - 梁詠琪 - 兩生花 - 梁詠琪 - 分手禮 - 梁詠琪 - 雪花 - 梁詠琪 - 哈哈笑 - 梁朝偉 - 名字 - 梁朝偉、楊千嬅 - 我很需要你 - 梁朝偉、楊千嬅 - 有愛錯無放過 - 許志安 - 我想高興啲 - 陳小春 - 大地回春 - 陳文媛 - 嫲嫲 - 陳文媛 - 野種子 - 陳文媛 - 睡公主 - 陳冠希 - 流浪車票 - 陳冠希 - 曾亦信 - 陳慧珊 - 蜘蛛俠 - 陳慧琳 - 她一定很愛你 - 麥浚龍 - 愛上殺手 - 麥浚龍 - 如果可以待你好 - 麥浚龍 - 掛線 - 黃伊汶 - 香薰浴 - 黃伊汶 - 我不怕黑 - 黃伊汶 - 人、情、味 - 鄭希怡 - 相對濕度 - 鄭秀文 - 實不相瞞 - 鄭秀文 - 神奇女俠 - 盧巧音 - 很想當媽媽 - 蕭正楠 - 最短的情信 - 戴辛尉 - 討你厭 - 關心妍 - 數手指 - 蘇有朋 - 快樂主義 |

### 2003年（54首）
| - Boy'z - Girls - Cheers - 十年約會 - Cheers - 其實．從未．明白 - Cheers - 十年約會（國） - Shine - 一笑至知 - Shine - JR - Shine - 東涌日和 - Shine - 避雨 - Shine - 山頂 - Shine - 活化石 - Shine - 天又藍紀念中學 - Sky - 戀愛別注版 - Sky - 1比9 - Twins - 那天很愛笑 - 何韻詩 - 愛人尋味 - 余文樂 - 放心放手 - 吳奇隆 - 我冒險 - 吳奇隆 - 年輕無極限 - 李克勤 - 三千零一夜 - 李克勤 - 米奇與米妮 - 李克勤 - 四角戀 - 林志美 - 我們開心 - 林志美 - 女人的聽覺 - 張柏芝 - 忘了忘不了 - 張柏芝 - 忘了忘不了（國） - 張國榮 - 我知你好 - 張衛健 - 一花兩果 - 張衛健 - 比賽 | - 梁詠琪 - 同班同學 - 梁詠琪 - 無所不在 - 梁詠琪 - 再上車 - 梁詠琪 - 愛美麗天使 - 梁詠琪 - 心理報告 - 梁詠琪 - 愛，斷了線 - 許志安 - 前路 - 許志安 - 歡迎 - 許志安、周邦愷 - 我的路 - 郭富城 - 原動力 - 郭富城 - Shake It - 郭富城 - 花多眼倦 - 陳文媛 - 羽毛 - 陳文媛 - 選擇 - 陳慧琳 - 她比我醜 - 劉德華 - 今時今日 - 鄭中基 - 做夢太早 - 鄭中基 - 愛哭的人 - 鄭希怡 - 技術性擊倒 - 鄭秀文 - 落錯車 - 鄭 融 - 成人對待 - 鄭 融 - 小神仙 - 鄭 融 - 浮沙 - 蕭正楠 - 好世界 - 戴夢夢 - 花斑虎次郎 - 譚詠麟、李克勤 - 有了你世界更美（李克勤合填） |

### 2004年（64首）
| - 2R - 通輯你 - 2R - 頭文字R - 2R - 夾嘴形 - Boy'z、劉思惠 - Girls（Girls & Boy'z Mix） - Mumster - 撒旦舞 - Shine - 南天 - Shine - 杜凱詠 - 余文樂 - 生還者 - 余文樂 - 南拳 - 余文樂 - 南拳（國） - 余文樂 - 雷霆傘兵 - 余文樂 - 護衛 - 余文樂 - 人民英雄 - 希 婕 - 鬼主意 - 李克勤 - 心結 - 李克勤 - 無比高 - 李克勤 - 大時代 - 李克勤 - 佳節 - 李克勤 - 神州行 - 李克勤 - 時差 - 李學慶 - 唯一主角 - 杜麗莎 - Only One Day - 香港電台 - 奥運聖火令 - 張敬軒 - 昨夜，早晨 - 張學友 - 寧願做錯（張學友合填） - 梁詠琪 - 狠心愛我 - 梁詠琪 - 一天一世 - 梁詠琪 - 夏日劇集 - 梁詠琪 - 像你 - 梁詠琪 - 北極光 - 梁詠琪 - 時時事事試 - 梁詠琪 - 因果 - 梁詠琪 - 你有寶 | - 梁詠琪 - 沒有月亮的日子 - 梁詠琪 - 多一個你 - 陳紀匡 - 多我一個不多 - 陳冠希 - 欺生 - 陳冠希 - 即影即有 - 陳冠希 - 馬戲團 - 陳冠希 - Wake Up - 陳冠希 - 香港地 - 陳冠希 - 唔知為乜 - 陳冠希 - 戰爭 - 陳慧琳 - 念口簧 - 陳慧琳 - 飛行里數 - 陳慧琳 - 情人戰 - 陳潔靈 - 偉大神明 - 葉文輝 - 私家歌 - 董敏莉 - 我問我 - 董敏莉 - 就你 - 董敏莉 - 網相症 - 劉浩龍 - 雙嬴 - 鄭中基 - 不好笑 - 鄭中基 - 星光伴我心 - 鄭希怡 - 自由身 - 鄭希怡 - Playgirl - 鄭秀文 - 傳聞投票 - 鄭秀文 - 超速駕駛 - 鄭 融 - 紅花會 - 鄭 融 - 黄巴士 - 鄭 融 - 失蹤主角 - 薛凱琪 - 影迷少女 - 藝術節 - 性男聖女 - 譚詠麟 - 歌者戀歌 |

### 2005年（56首）
| - 2R - 大寵愛 - 2R - 兩敗俱傷 - 2R - 啱啱 - BABY Q - Hello Baby - Twins - 米奇進行曲 - 王友良 - 寧願 - 王浩信 - 訊號 - 朱孝天 - 分手一百天 - 余文樂 - 識笑識走 - 余文樂 - 一二三紅綠燈 - 余文樂 - 名牌 - 李克勤 - 婚後事 - 李克勤 - 常在你左右 - 李克勤 - 韓夜不冷 - 李克勤 - 阿李爸爸 - 李克勤 - 輸情歌 - 李克勤 - 飛花（國） - 金 霖 - 一字情歌 - 金 霖 - 愛錯了 - 張柏芝 - 新聞女皇 - 張柏芝 - 我想一個人 - 張柏芝 - 豁出去 - 張柏芝 - 勇 - 張柏芝 - 應冇盡有 - 張柏芝 - 我想一個人（國） - 張學友 - 讓奇妙飛翔 - 張學友 - 讓奇妙飛翔（國） | - 梁詠琪 - 密雲 - 梁詠琪 - 名模 - 梁詠琪 - 雲裳風暴 - 梁詠琪 - 無良印品 - 梁詠琪 - 花城 - 梁詠琪 - 在天堂遇見的人 - 陳文媛 - Tee Time - 陳文媛 - 心灰姑娘 - 陳慧琳 - 影中我 - 楊千嬅 - 我的醉愛 - 劉日曦 - 喊驚 - 劉日曦 - 天臺之歌 - 劉日曦 - 想念最苦 - 劉日曦 - 槍火 - 劉日曦 - 雙城記 - 劉日曦 - 黑膠唱片 - 劉浩龍 - 眼緣 - 鄭 融 - 愛得耐 - 鄭 融 - 小龍女 - 鄭 融 - 緊箍咒 - 鄭 融 - 屬你 - 鄭 融 - 慢性傷害 - 戴 嬈 - 我不愛你了（國） - 謝霆鋒 - 基本需要 - 龐 龍 - 你是我的玫瑰花（粵） - 龐 龍 - 兩隻蝴蝶（粵） - 譚詠麟 - 鴻飛萬里 - 譚詠麟、關淑怡 - 舊情復熾 - 蘭 紅 - 終有一天認識你 |

### 2006年（48首）
| - 王浩信 - 分手不分開 - 古天樂 - 五星級的家 - 古巨基、李克勤、林子祥、陳奕迅、劉德華 - 流金頌 - 江若琳 - 新手機 - 余文樂 - 無言以愛 - 吳浩康 - 直到 - 李克勤 - 一卡傍身 - 李克勤 - 公主太子 - 李克勤 - 香港仔 - 李克勤 - 時代廣場 - 李克勤、容祖兒 - 一家人 - 李克勤、余文樂、2R、張敬軒 - 無比高 - 阮民安 - 愛!一天 - 周筆暢 - 號碼 - 周筆暢 - 戴眼鏡的女孩 - 周筆暢 - 天鵝（粵） - 胡 琳 - 一杯新鮮的愛 - 胡 琳 - 害怕回家 - 胡 琳 - 煙灰 - 胡 琳 - 甚麼不同 - 高 仁、張 遙 - 留心 - 張敬軒 - 兩座位跑車 - 張敬軒 - 病況 - 梁洛施 - 伊莎貝拉 | - 梁詠琪 - 給自己的情歌 - 梁詠琪 - 北京之夏 - 梁詠琪 - 等人 - 梁詠琪 - 北京之夏（國） - 郭芯其 - 學會飛 - 陳小春 - 神不守舍 - 陳柏宇 - 車匙 - 陳柏宇 - 不等於 - 陳 豪 - 川流不息 - 陳慧琳 - Happy Girl - 愛 戴 - 攤牌 - 溫 拿 - 33轉 - 群 星 - 無所不能 - 劉承俊 - 承諾（國） - 蔡依林 - 不是朋友 - 蔡依林 - 假裝（粵） - 鄭嘉穎 - 鄭重聲明 - 鄭 融 - 想入非非 - 鄭 融 - 紅綠燈 - 鄭 融 - 一籮籮 - 鄭 融 - 融 - 鄧麗欣 - 十分·愛 (與鄧麗欣合填) - 鄧麗欣、方力申 - 十分·愛 - 戴夢夢 - 帶智慧射球 |

### 2007年（39首）
| - Gogoclub兄弟聯 - 1+1=11 - Twins - 連帶關係 - 吳浩康 - 懲罰自己 - 李克勤 - 單身繼續 - 李克勤 - 生命四重奏 - 李熠霖 - 潘安 - 周筆暢 - 反覆 - 周筆暢 - 生命之光 - 周筆暢 - 阿鳳 - 林俊傑 - 江南 （粵） - 金 莎 - 我有我主張 - 胡彥斌、鄧麗欣 - 另一個自己 - 范冰冰 - 愛超越 - 飛輪海 - 小小大人物 - 側 田 - 卡通歌 - 側 田、吳雨霏 - 飛就飛 - 張含韻 - 一人一夢 - 梁詠琪 - 女人本色 - 梁詠琪 - 女人本色（國） - 陳慧琳 - 最好給最好 | - 陳慧嫻 - 無名指 - 傅 穎 - 時間囊 - 傅 穎 - 你是灰色的 - 群 星 - 始終有你 - 群 星 - We Are Ready - 萱 寧 - 放逐 - 劉承俊、黃聖依 - 打錯了，愛對了 - 蔣雅文 - 記得第一次嗎 - 鄭中基 - 星光伴我心（國） - 鄭秀文 - Mi - 鄭 融 - 東京百貨 - 鄭 融 - 你諗咗去邊 - 鄭 融 - 愛的紋身 - 鄭 融 - 一生中一分鐘 - 鄭 融 - 難過 - 鄭 融 - 花木蘭 - 鄭 融 - Me Vs Me - 謝霆鋒、梅 琳 - 愛在蔓延中 - 譚詠麟 - 男人總是要面對 |

### 2008年（32首）
| - HotCha - 旅行的意義 - Twins - 送豬型鼠 - Twins - Colour - 羽 翹 - 待你差只想你怕 - 林俊傑、蔡卓妍 - 小酒窩（粵） - 胡 琳 - 一對一 - 張敬軒、謝安琪、孫耀威、關楚耀 - 同心同路 - 張靚穎 - 畫心 - 張學友、鄭欣宜 - 失去便掛念 - 梁詠琪、卓韻芝、Bu - 小娃娃大英雄 - 莫鎮賢、Alissa K - 有個美滿的開始 - 陳慧琳 - 飛躍共舞 - 傅 穎 - 親親 - 黃宗澤 - 全角度愛你 - 黃宗澤 - Hey Boy - 莫鎮賢 - 有個美滿的開始 | - 群 星 - 衝出世界 - 群 星 - 明天出發 - 劉浩龍 - 射程範圍 - 蔡卓妍 - 可愛可不愛（妍語版） - 鄭希怡 - 你的不是我的 - 鄭秀文 - 捉迷藏 - 鄭秀文 - 捉迷藏（國） - 鄭 融 - 健康教育 - 鄭 融 - 還 - 鄭 融 - 23 - 鄭 融 - 怪人二十面相 - 鄭 融 - 60秒的夢 - 鄭 融 - Whatever Will Be - 鍾欣桐 - 可愛可不愛（桐話版） - 鍾欣桐 - 你看得見嗎 - 關楚耀 - 潮人誌 |

### 2009年（25首）
| - 方皓玟 - I Wanna Be Strong - 任賢齊 - 別戀我（粵） - 那 英 - 愛的旅程 - 林 峯 - 愛鬥大 - 泳 兒 - 天不高 - 胡杏兒 - 同情分 - 張靚穎 - 朝思暮想 - 梁詠琪 - 錯過 - 梁詠琪 - 一個地方 - 梁詠琪 - abcdefGG - 梁詠琪 - 愛得起（粵） - 梁詠琪 - 心魔 | - 梁詠琪 - Let Them Shine - 陳奕迅 - 在你身邊 - 彭永琛 - 便利店的蒙羅麗莎 - 黃婉佩 - 十分鐘 - 劉德華、林俊傑、蕭敬騰、李玟、陳綺貞、張靚穎、羽泉 - 微笑上海 - 樂 瞳 - 短罪 - 蔡卓妍 - Cross Over - 鄭中基 - 還我一個角色 - 鄭秀文 Feat. MC仁 - 信者得愛 - 鄭秀文 Feat. MC HotDog - 信者得愛（國） - 鄭 融 - 借 - 鄭 融 - Go!爭鞋 - 鍾欣桐 - 生活在他方 |

### 2010年（27首）
| - 大嘴巴 - It's on - 朱紫嬈 - 刪掉 - 朱紫嬈 - 悲傷頭像 - 何韻詩 - 愛作戰 - 林俊傑、張靚穎 - 我飛故我在 - 泳 兒 - Forever Friends - 泳 兒 - 表態 - 張靚穎 - 朝思暮想 *劉德華 - 你是我所有 - 張學友 - 迷你 - 張學友 - 十二個音 - 張學友 - 月巴女且 - 張學友 - 戀上你背面 - 張學友、孫耀威、謝安琪、張敬軒、Mr.、麥家瑜 - 無限之城 - 梁詠琪 - 厚愛 | - 梁詠琪 - 夏一秒 - 梁詠琪 - 時間海 - 陳奕迅 - 無限之城（國） - 陳奕迅 - 無限之城（英） - 陳慧琳 - 創造曙光 - 潘 莎 - 憑什麼愛你 - 潘 莎 - 一厘米的思念 - 蔡卓妍 - 愛贏才會拼 - 蔡卓妍 - 大風暴 - 蔡卓妍 - 放手 - 蔡卓妍 - 未來未必來 - 鄭 融 - K歌之 - 鍾欣桐 - 天后站出發 |

### 2011年（32首）
| - Deal - It's A Deal - Twins - 3650 - Twins - 我們之間 - Twins - Talk To Me - Twins - 他不適合你 - 周慧敏 - 有您美麗太多 - 林欣彤 - 一人旅行團 - 那 英 - Always Friends - 岳 薇 - 永遠別說永遠 - 林 峯 - 讓我愛你一小時 - 林 峯 - 長假期 - 林 峯 - Chok - 林 峯 - 我很痛 - 邰正宵 - 為你準備 - 韋 雄 - 數碼回憶 - 韋 雄 - 數碼回憶（國） - 韋 雄 - 轉發天氣 | - 韋 雄 - 工體北門 5:00AM - 韋 雄 - 愛不下去 - 韋 雄 - 單身 - 韋 雄 - 別了北京 - 韋 雄、陳潔麗 - 認定 - 鄭 融 - 四季 - 鄭 融 - 成就感 - 鄭 融 - Mother Earth - 鄭 融 - 大大話 - 鄭 融 - 別怕傷害我 - 鄧 超、孫 儷 - 畫壁 - 蕭敬騰 - 悲愛 - 蕭敬騰 - 約定你 - 鍾嘉欣 - 得閒找你 - 關菊英 - 遺忘了以往 |

### 2012年（9首）
| - Deal Feat. Crystal - 我想打比你 - 吉克隽逸、丁噹、曲婉婷、G.E.M. - 無處不樂 - 孫 楠 - 也許在 - 梁詠琪 - 還是那個你 - 陳奕迅 - 人人愛 | - 陳奕迅 - 相信自己無限極 - 陳僖儀 - 全景 - 鄭 融 - 斷片 - 鄭 融 - 漸漸 |

### 2013年（7首）
| - 許茹芸、梁詠琪、孫 儷 - 你怎麼捨得傷害我 - 陳 明 - 日日月月 - 鄭秀文 - 天生一半 - 鄭秀文 - 與神對話 | - 鄭 融 - Live Like 18 - 鄭 融 - 小玲瓏 - 蕭敬騰 - 每天一點新 |

### 2014年（17首）
| - 王筱海、溫 勇、李 冰、杜文江、李繼祥、王绍博、張 猛、李 欣 - 凍結的心 - 李國祥 - 限期 - 李瀟瀟 - 你想不想堆雪人 - 李瀟瀟、胡維納 - 好久沒在生命裡 - 李瀟瀟、胡維納 - 好久沒在生命裏（旋律再現） - 李瀟瀟、張 江 - 愛的門打開了 - 林 峯 - 守衛 - 姚貝娜 - 隨它吧 - 胡維納 - 隨它吧 | - 張學友 - 童真年代 - 張學友 - 時間有淚 - 張學友 - 我愛上你 - 張學友 - 不錯 - 趙乾景 - 馴鹿的心地比人好 - 趙 靖、胡 皓 - 改善目標 - 劉 維 - 在夏天 - 衛 蘭 - 原來你甚麼都想要 |

### 2015年（5首）
| - 古巨基 - 讓時間說愛 - 側 田 - 門徒 - 陳明憙 - 十月雪 | - 糖 妹 - 自動關機 - 戴萃瑤 - 雨傘後 |

### 2016年（12首）
| - 古巨基 - Dear Leslie - 吉克雋逸／A-Lin - 海洋之心 - 林夏薇 - 是否再見 - 胡 琳 - 天意弄人 - 張靚穎 - Make It Big - 陳明憙 - 序章 | - 陳明憙 - 拼圖 - 陳明憙 - 倫敦飄來的雨 - 陳明憙 - 童裝高跟鞋 - 陳明憙 - 1064°C - 陳明憙 - 一個人的車站 - 鄭嘉穎、謝天華 - 風起雲湧 |

### 2017年（11首）
| - 胡 琳 - 夢旅人 - 胡 琳 - 一天也不能少 - 陳明憙 - 濃霧 - 陳明憙 - 最後安慰 - 陳明憙 - 畫布 - 陳明憙 - 天空說 | - 陳明憙 - 花錯 - 鄭中基 - 沒聽過的歌 - 謝天華、閻奕格 - 蝶夢 - 譚耀文 - 慾望面前 - 譚詠麟、A-Lin - 遊子（崔恕、方文山合填） |

### 2018年（4首）
| - 胡 琳 - 自遊 - 陳明憙 - 影子 | - 陳明憙 Feat. 鄭中基 - 放下 - 鄭秀文 Feat. Jackson Wang - Creo En Mi |

### 2019年（1首）
| - 陳明憙 - 月之子（陳明憙合填） |

### 2020年（1首）
| - 李克勤、周 深 - 不見就散 |

### 2021年（3首）
| - 方力申 - 起跑線 - 容祖兒 - 全城Da Da Da | - 鄭中基 - 玩咗先至瞓 |

### 2022年（5首）
| - 孫 楠、譚維維、容祖兒、陳偉霆 - 我們會更好 - 曾比特 - 手錶 - 群 星 - 前 | - 鄭 融 - 安全駕駛 - 蕭敬騰 - My Tiffany |

### 2025年（1首）
| - Supper Moment - 蛟龍出海 |

## 其他填詞作品（年份不詳）

### 出道初期/80年代末（104首）
| - City Beat - Reason to Rock - Toy Press - 在你眼內 - Toy Press - 從沒有 - 傅振榮 - 改邪歸正 - 劉德華 - 伴你闖天涯 - 劉德華 - 八點半 - 劉德華 - 咖啡羅曼史 - 劉漢樂 - 可愛 - 劉美君 - 十一次了解 - 呂 珊 - 負債 - 呂 方 - 背棄世界 - 呂 方 - 滅旗恨 - 周慧敏 - 不變的謊言 - 周慧敏 - 台下女主角 - 夏韶聲 - Wild World - 夏韶聲 - 洪流 - 張國榮 - 滅火 - 張學友 - 迫我絕情 - 張學友 - 舊信，舊夢！ - 張學友 - 法國餐廳 - 張學友 - 熱情面具 - 張學友 - 逃夢 - 徐佩兒 - 同心寄望 - 徐佩兒 - 熱愛大地 - 徐小鳳 - 小小心坎 - 文佩玲 - 等着你回來 - 文佩玲 - 過火 - 文佩玲 - 驟來的去年夏季 - 方麗盈 - 不想迷惘 - 方麗盈 - 化妝品 - 李健達 - 到底我要等到甚麼時候 - 李健達 - 告別昨天 - 李健達 - 忘愛者 - 李健達 - 最後一天 - 李健達 - 落泊行 - 李健達 - 少年德格拉斯的煩惱 - 李克勤 - 我認為的事 - 李明珠 - 獨幕戲 - 李珊珊 - 出走 - 李珊珊 - 紅人 - 李莉莉 - 同是天涯人 - 李達成 - 廣東少年 - 李麗蕊 - Tell me who will be my love - 李麗蕊 - 出租愛情 - 李麗蕊 - 無情告別 - 李麗蕊 - 莫問我 - 杜德偉 - 一分鐘的愛 - 杜德偉 - 悔過 - 杜德偉 - 悲情 - 杜德偉 - 新款夜半 | - 杜德偉 - 暗夜 - 杜德偉 - 深淵 - 杜德偉 - 無聲的歲月 - 林姍姍 - 灰心 - 林子祥 - 大城少女心 - 林子祥 - 獨生 - 林志美 - 不自閉 - 林憶蓮 - 自由不自在 - 梅艷芳 - 家山有福 - 梅艷芳 - 野鷹 - 梅艷芳、杜德偉、草蜢 - 香港小姐決賽歌曲(1989年港姐決賽) - 洪芷晴 - 楓葉四季 - 浮世繪 - 白日夢 - 王 虹 - 生命中的一晚 - 王靖雯 - Keep it Together - 瑪莉亞 - 瑪莉亞俱樂部 - 甄楚倩 - 重疊的夢 - 草 蜢 - 隨便你 - 葉蒨文 - 車上的陌生人 - 董 嵐 - 謝絕探訪 - 袁志偉 - 無目的晚上 - 許志安、林楚麒 - 誰解溫柔 - 譚耀文 - 放縱放棄 - 邊 界 - 地下旅程 - 邊 界 - 愛是圍牆 - 郭啟華 - 你不知道我 - 郭小霖 - Leave Land - 鄭敬基 - 時興憂鬱 - 鄭敬基 - 最後勝利 - 鄭祖同 - 午夜陌生人 - 鄭祖同 - 明天是你生辰 - 鄭祖同 - 真心說話 - 鍾鎮濤 - 不休息追踪 - 陳少偉 - 聽說 - 陳展延 - 生日舞會 - 陳松伶 - 月滿錫佳人 - 陳雅雯 - 悲城 - 陳雅雯 - 野草燒不盡 - 陳雅雯 - 黑街 - 韋綺姍 - 將背影放下 - 麥偉豪 - 傷痕 - 麥偉豪 - 極速 - 麥偉豪 - 誘情 - 麥偉豪 - 說謊的女人 - 麥偉豪 - 追踪 - 黃寶欣 - 孤獨舞者 - 黃寶欣 - 心痊癒 - 黃寶欣 - 我一個 - 黃寶欣 - 話你知 - 黃 翊 - 空白世界 - 黎 明 - 偷月情 |

## 著作

### 舞台劇劇本
- 2005 雪狼湖 - 普通話版本
- 1997 雪狼湖

### 廣告製作
- 2002 真維斯 - 休閒服電麾廣告
- 2001 真維斯 - 休閒服電麾廣告

### 小說/散文系列
- 1989 留給女兒的日記
- 1988 上路
- 1988 大城少女心

## 獲獎記錄
| |                                  |                                    |                                          |                             |
| \| 年份 \| 頒獎典禮 \| 獎項 \| 得獎歌曲(歌手) \| 註釋 \| \| ---- \| -------------------------------- \| ---------------------------------- \| ---------------------------------------- \| --------------------------- \| \| 2009 \| 十大勁歌金曲頒獎典禮 \| 十大勁歌金曲 \| 借（鄭融） \| 填詞 \| \| 2008 \| Music Radio 中國TOP排行榜 \| 內地年度最佳作詞 \| 畫心（張靚穎） \| 填詞，監制 \| \| 2009 \| 第二十八屆香港電影金像獎 \| 最佳原創電影歌曲 \| 畫心 - 電影「畫皮」主題曲（張靚穎） \| 填詞，監制 \| \| 2008 \| IFPI香港唱片銷量大獎 \| 十大銷量國語唱片 \| 桐話妍語 (Twins) \| 執行制作人 \| \| 2008 \| 第一屆香港數碼音樂頒獎典禮 \| 最高次數下載MV \| 連帶關係 (Twins) \| 填詞 \| \| 2008 \| Sina Music樂壇民意指數頒獎禮 \| Sina Music最高收聽率二十大歌曲 \| 還（鄭融） \| 填詞，監制 \| \| 2008 \| 無線音樂盛典頒獎典禮 \| 无线音乐最具影响力奥运歌曲金曲 \| We Are Ready（群星） \| 填詞，監制 \| \| 2008 \| 北京2008年奧運會優秀歌曲獎 \| 優秀歌曲獎 \| We Are Ready（群星） \| 填詞，監制 \| \| 2008 \| 北京流行音樂典禮 \| KTV點唱冠軍獎 \| 畫心（張靚穎） \| 填詞，監制 \| \| 2008 \| 北京流行音樂典禮 \| 年度金曲 \| 畫心（張靚穎） \| 填詞，監制 \| \| 2008 \| 百度沸點2008娛樂頒獎典禮 \| 最熱門十大金曲 \| 畫心（張靚穎） \| 填詞，監制 \| \| 2008 \| 百度沸點2008娛樂頒獎典禮 \| 最熱門影視歌曲 \| 畫心（張靚穎） \| 填詞，監制 \| \| 2008 \| 百度沸點2008娛樂頒獎典禮 \| 最熱門賑災歌曲 \| 承諾 \| 監制 \| \| 2008 \| 第五屆特步東南勁爆音樂榜頒獎典禮 \| 东南劲爆最佳奥运歌曲 \| We Are Ready（群星） \| 填詞，監制 \| \| 2008 \| 新城勁爆頒獎禮 \| 新城勁爆原創歌曲 \| 健康教育（鄭融） \| 填詞，監制 \| \| 2007 \| 9+2音樂先鋒榜 \| 最佳先峰公益歌曲 \| We Are Ready（群星） \| 填詞，監制 \| \| 2007 \| 9+2音樂先鋒榜 \| 最佳首播歌曲 \| We Are Ready（群星） \| 填詞，監制 \| \| 2007 \| CASH 最廣泛演出金帆獎 \| 粵語流行作品 \| 始終有你（群星） \| 填詞，監制 \| \| 2007 \| M.Music無線音樂頒獎典禮 \| 年度最暢銷內地影視金曲獎 \| 號碼（周筆暢） \| 填詞 \| \| 2007 \| Road Show至尊音樂頒獎禮 \| 至尊歌曲 \| 東京百貨（鄭融） \| 填詞，監制 \| \| 2007 \| YAHOO!搜尋人氣大獎 \| 華語歌曲 \| 東京百貨（鄭融） \| 填詞，監制 \| \| 2007 \| 上海東方風雲榜 \| 十大金曲獎 \| 號碼（周筆暢） \| 填詞 \| \| 2007 \| 第七屆音樂風雲榜頒獎盛典 \| 最佳作詞 \| 號碼（周筆暢） \| 填詞 \| \| 2007 \| 新城勁爆頒獎禮 \| 新城勁爆卡拉OK 歌曲 \| 東京百貨（鄭融） \| 填詞，監制 \| \| 2007 \| 新城勁爆頒獎禮 \| 新城勁爆歌曲 \| 東京百貨（鄭融） \| 填詞，監制 \| \| 2006 \| YAHOO!搜尋人氣大獎 \| 十大人氣歌曲 \| 十分．愛（方力申 鄧麗欣） \| 填詞 \| \| 2006 \| 9+2音樂先鋒榜 \| 內地十大先鋒金曲獎 \| 號碼（周筆暢） \| 填詞 \| \| 2006 \| Road Show至尊音樂頒獎禮 \| 至尊合唱歌曲 \| 十分．愛（方力申 鄧麗欣） \| 填詞 \| \| 2006 \| Road Show至尊音樂頒獎禮 \| 至尊歌曲 \| 紅綠燈（鄭融） \| 填詞，監制 \| \| 2006 \| Sina Music樂壇民意指數頒獎禮 \| 合唱歌曲大獎 \| 十分．愛（方力申 鄧麗欣） \| 填詞 \| \| 2006 \| Sina Music樂壇民意指數頒獎禮 \| 新歌試聽 —最高收聽率歌曲(第八位) \| 紅綠燈（鄭融） \| 填詞，監制 \| \| 2006 \| 十大中文金曲頒獎音樂會 \| 十大中文金曲 \| 紅綠燈（鄭融） \| 填詞，監制 \| \| 2006 \| 十大勁歌金曲頒獎典禮 \| 十大勁歌金曲 \| 紅綠燈（鄭融） \| 填詞，監制 \| \| 2006 \| 十大勁歌金曲頒獎典禮 \| 最受歡迎合唱歌金獎 \| 十分．愛（方力申 鄧麗欣） \| 填詞 \| \| 2006 \| 叱吒樂壇流行榜頒獎典禮 \| 專業推介十大第六位 \| 紅綠燈（鄭融） \| 填詞，監制 \| \| 2006 \| 年度音樂風雲榜頒獎盛典 \| 最佳作詞 \| 號碼（周筆暢） \| 填詞 \| \| 2006 \| 9+2音樂先鋒榜 \| 內地十大先鋒金曲獎 \| 號碼（周筆暢） \| 填詞 \| \| 2006 \| 新城勁爆頒獎禮 \| 勁爆合唱歌 \| 十分．愛（方力申 鄧麗欣） \| 填詞 \| \| 2006 \| 新城勁爆頒獎禮 \| 新城勁爆歌曲 \| 紅綠燈（鄭融） \| 填詞，監制 \| \| 2006 \| 新城勁爆頒獎禮 \| 新城勁爆年度專輯 \| 李克勤演奏廳II (李克勤) \| 創作概念及策劃,填詞 \| \| 2006 \| 新城勁爆頒獎禮 \| 新城勁爆最具創意市場策略大獎 \| 李克勤演奏廳 & 李克勤演奏廳II (李克勤) \| 創作概念及策劃,填詞 \| \| 2005 \| CASH 最廣泛演出金帆獎 \| 個人最多新作品演出 - 作詞家 \| N/A \| 個人獎項 \| \| 2005 \| 新城勁爆頒獎禮 \| 勁爆跳舞歌曲 \| 愛得耐（鄭融） \| 填詞 \| \| 2005 \| 新城勁爆頒獎禮 \| 勁爆原創歌曲 \| 名牌（余文樂） \| 填詞 \| \| 2005 \| 新城勁爆頒獎禮 \| 勁爆大碟 \| 李克勤演奏廳 (李克勤) \| 創作概念及策劃,填詞 \| \| 2005 \| Sina Music樂壇民意指數頒獎禮 \| 我最喜愛至尊大碟 \| 李克勤演奏廳 (李克勤) \| 創作概念及策劃,填詞 \| \| 2004 \| CASH 金帆音樂獎 \| 最佳歌詞 \| 香港地 （陳冠希 Featuring HANJIN、MC仁） \| 填詞（陳少琪/MC 仁/陳奐仁） \| \| 2004 \| 叱吒樂壇流行榜頒獎典禮 \| 專業推介十大第八位 \| 香港地 （陳冠希 Featuring HANJIN、MC仁） \| 填詞（陳少琪/MC 仁/陳奐仁） \| \| 2004 \| 新城勁爆頒獎禮 \| 新城勁爆卡拉ok歌曲 \| 私家歌（葉文輝） \| 填詞 \| \| 2004 \| 新城勁爆頒獎禮 \| 新城勁爆歌曲 \| 生還者（余文樂） \| 填詞 \| \| 2004 \| 新城勁爆頒獎禮 \| 新城勁爆歌曲 \| 香港地 （陳冠希 Featuring HANJIN、MC仁） \| 填詞（陳少琪/MC 仁/陳奐仁） \| \| 2004 \| 新城勁爆頒獎禮 \| 新城劲爆跳舞歌曲 \| 紅花會（鄭融） \| 填詞，監制 \| \| 2003 \| 十大勁歌金曲頒獎典禮 \| 十大勁歌金曲 \| 她比我醜 （陳慧琳） \| 填詞 \| \| 2003 \| 新城勁爆頒獎禮 \| 新城勁爆卡拉ok歌曲 \| 羽毛 （陳文媛） \| 填詞 \| \| 2002 \| 新城勁爆頒獎禮 \| 新城勁爆歌曲 \| Victory （李克勤） \| 填詞 \| \| 2002 \| 新城勁爆頒獎禮 \| 新城勁爆歌曲 \| 我們的永遠（梁詠琪） \| 填詞 \| \| 2001 \| 十大中文金曲頒獎音樂會 \| 十大中文金曲 \| para para sakura（郭富城） \| 填詞 \| \| 2001 \| 十大勁歌金曲頒獎典禮 \| 十大勁歌金曲 \| para para sakura（郭富城） \| 填詞 \| \| 2001 \| 十大勁歌金曲頒獎典禮 \| 十大勁歌金曲 \| 飛花 （李克勤） \| 填詞 \| \| 2001 \| 十大勁歌金曲頒獎典禮 \| 十大勁歌金曲 \| 夏日Fiesta（劉德華） \| 填詞 \| \| 2001 \| 十大勁歌金曲頒獎典禮 \| 最受歡迎廣告歌曲-金獎 \| 出走地平線（梁詠琪） \| 填詞 \| \| 2001 \| 新城勁爆頒獎禮 \| 新城勁爆歌曲 \| para para sakura（郭富城） \| 填詞 \| \| 2001 \| 新城勁爆頒獎禮 \| 新城勁爆歌曲 \| 飛花 （李克勤） \| 填詞 \| \| 2001 \| 新城勁爆頒獎禮 \| 新城勁爆歌曲 \| 夏日Fiesta（劉德華） \| 填詞 \| \| 2001 \| 新城勁爆頒獎禮 \| 新城勁爆播放指數大獎 \| 夏日Fiesta（劉德華） \| 填詞 \| \| 2001 \| 十大中文金曲頒獎音樂會 \| 十大中文金曲 \| 夏日Fiesta（劉德華） \| 填詞 \| \| 2001 \| 十大中文金曲頒獎音樂會 \| 最佳原創歌曲獎 \| 嫌棄 (梁詠琪) \| 填詞 \| \| 2000 \| 新城勁爆頒獎禮 \| 新城勁爆歌曲 \| kiss me（梁詠琪） \| 填詞 \| \| 1999 \| 十大中文金曲頒獎音樂會 \| 十大中文金曲 \| 有個人（張學友） \| 填詞 \| \| 1999 \| 叱吒樂壇流行榜頒獎典禮 \| 專業推介 叱咤十大 \| 有個人（張學友） \| 填詞 \| \| 1998 \| CASH 金帆音樂獎 \| 最佳改編中文流行歌曲獎 \| 心太軟 （陳慧琳） \| 填詞 \| \| 1998 \| CHANNEL V中文TOP20最佳歌曲 \| 最佳歌曲 \| 敵人 （鄭中基） \| 填詞 \| \| 1998 \| 十大勁歌金曲頒獎典禮 \| 最佳填詞獎 \| 當男人愛上女人 （李蕙敏） \| 填詞 \| \| 1997 \| 十大中文金曲頒獎音樂會 \| 最佳中文流行歌曲獎 \| 原來只要共你活一天 （張學友） \| 填詞，作曲 \| \| 1997 \| 叱吒樂壇流行榜頒獎典禮 \| 叱吒殿堂十大作詞人 \| N/A \| 個人獎項 \| \| 1995 \| 十大中文金曲頒獎音樂會 \| 十大中文金曲 \| 離開以後 （張學友） \| 填詞 \| \| 1995 \| 十大中文金曲頒獎音樂會 \| 十大中文金曲 \| 這個冬天不太冷 （張學友） \| 填詞 \| \| 1995 \| 十大勁歌金曲頒獎典禮 \| 十大勁歌金曲 \| 離開以後（張學友） \| 填詞 \| \| 1995 \| 十大勁歌金曲頒獎典禮 \| 金曲金獎 \| 離開以後（張學友） \| 填詞 \| \| 1995 \| 叱吒樂壇流行榜頒獎典禮 \| 專業推介叱咤十大 \| 離開以後 （張學友） \| 填詞 \| \| 1995 \| 香港勁爆流行音樂頒獎典禮 \| 香港勁爆流行曲獎 \| 離開以後（張學友） \| 填詞 \| \| 1994 \| 叱吒樂壇流行榜頒獎典禮 \| 叱吒樂壇播放率最高創作歌曲第二十位 \| 我等到花兒也謝了 （張學友） \| 填詞 \| \| 1994 \| 十大勁歌金曲頒獎典禮 \| 十大勁歌金曲 \| 我等到花兒也謝了 （張學友） \| 填詞 \| \| 1993 \| 十大勁歌金曲頒獎典禮 \| 十大勁歌金曲 \| 執迷不悔（王菲） \| 填詞 \| \| 1992 \| 十大勁歌金曲頒獎典禮 \| 十大勁歌金曲 \| 分手總要在雨天 （張學友） \| 填詞 \| \| 1992 \| 十大勁歌金曲頒獎典禮 \| 金曲金獎 \| 分手總要在雨天 （張學友） \| 填詞 \| \| 1989 \| 十大中文金曲頒獎音樂會 \| 十大中文金曲 \| 夕陽之歌 （梅豔芳） \| 填詞 \| \| 1989 \| 十大中文金曲頒獎音樂會 \| 十大中文金曲 \| 夜機（陳慧嫻） \| 填詞 \| \| 1989 \| 十大勁歌金曲頒獎典禮 \| 十大勁歌金曲 \| 夕陽之歌 （梅豔芳） \| 填詞 \| \| 1989 \| 十大勁歌金曲頒獎典禮 \| 金曲金獎 \| 夕陽之歌 （梅豔芳） \| 填詞 \| \| 1988 \| 十大中文金曲頒獎音樂會 \| 最受歡迎演出中文歌曲獎 \| 石頭記（達明一派） \| 填詞 \| \| 1988 \| 十大中文金曲頒獎音樂會 \| 十大中文金曲 \| Stand By Me（梅豔芳） \| 填詞 \| \| 1988 \| 十大勁歌金曲頒獎典禮 \| 十大勁歌金曲 \| 貼身（張國榮） \| 填詞 \| \| 1988 \| 十大勁歌金曲頒獎典禮 \| 十大勁歌金曲 \| Stand By Me（梅豔芳） \| 填詞 \| \| 1987 \| CASH 最廣泛演出金帆獎 \| 粵語流行作品 \| 石頭記（達明一派） \| 填詞 \| \| 1987 \| 十大中文金曲頒獎音樂會 \| 十大中文金曲 \| 知心當玩偶（譚詠麟） \| 填詞 \| \| 1987 \| 十大勁歌金曲頒獎典禮 \| 最佳作詞獎 \| 石頭記（達明一派） \| 填詞 \| \| 1987 \| 十大勁歌金曲頒獎典禮 \| 十大勁歌金曲 \| 知心當玩偶（譚詠麟） \| 填詞 \| |                                  |                                    |                                          |                             |
| 年份 | 頒獎典禮                         | 獎項                               | 得獎歌曲(歌手)                           | 註釋                        |
| 2009 | 十大勁歌金曲頒獎典禮             | 十大勁歌金曲                       | 借（鄭融）                               | 填詞                        |
| 2008 | Music Radio 中國TOP排行榜        | 內地年度最佳作詞                   | 畫心（張靚穎）                           | 填詞，監制                  |
| 2009 | 第二十八屆香港電影金像獎         | 最佳原創電影歌曲                   | 畫心 - 電影「畫皮」主題曲（張靚穎）      | 填詞，監制                  |
| 2008 | IFPI香港唱片銷量大獎             | 十大銷量國語唱片                   | 桐話妍語 (Twins)                         | 執行制作人                  |
| 2008 | 第一屆香港數碼音樂頒獎典禮       | 最高次數下載MV                     | 連帶關係 (Twins)                         | 填詞                        |
| 2008 | Sina Music樂壇民意指數頒獎禮     | Sina Music最高收聽率二十大歌曲     | 還（鄭融）                               | 填詞，監制                  |
| 2008 | 無線音樂盛典頒獎典禮             | 无线音乐最具影响力奥运歌曲金曲     | We Are Ready（群星）                     | 填詞，監制                  |
| 2008 | 北京2008年奧運會優秀歌曲獎       | 優秀歌曲獎                         | We Are Ready（群星）                     | 填詞，監制                  |
| 2008 | 北京流行音樂典禮                 | KTV點唱冠軍獎                      | 畫心（張靚穎）                           | 填詞，監制                  |
| 2008 | 北京流行音樂典禮                 | 年度金曲                           | 畫心（張靚穎）                           | 填詞，監制                  |
| 2008 | 百度沸點2008娛樂頒獎典禮         | 最熱門十大金曲                     | 畫心（張靚穎）                           | 填詞，監制                  |
| 2008 | 百度沸點2008娛樂頒獎典禮         | 最熱門影視歌曲                     | 畫心（張靚穎）                           | 填詞，監制                  |
| 2008 | 百度沸點2008娛樂頒獎典禮         | 最熱門賑災歌曲                     | 承諾                                     | 監制                        |
| 2008 | 第五屆特步東南勁爆音樂榜頒獎典禮 | 东南劲爆最佳奥运歌曲               | We Are Ready（群星）                     | 填詞，監制                  |
| 2008 | 新城勁爆頒獎禮                   | 新城勁爆原創歌曲                   | 健康教育（鄭融）                         | 填詞，監制                  |
| 2007 | 9+2音樂先鋒榜                    | 最佳先峰公益歌曲                   | We Are Ready（群星）                     | 填詞，監制                  |
| 2007 | 9+2音樂先鋒榜                    | 最佳首播歌曲                       | We Are Ready（群星）                     | 填詞，監制                  |
| 2007 | CASH 最廣泛演出金帆獎            | 粵語流行作品                       | 始終有你（群星）                         | 填詞，監制                  |
| 2007 | M.Music無線音樂頒獎典禮          | 年度最暢銷內地影視金曲獎           | 號碼（周筆暢）                           | 填詞                        |
| 2007 | Road Show至尊音樂頒獎禮          | 至尊歌曲                           | 東京百貨（鄭融）                         | 填詞，監制                  |
| 2007 | YAHOO!搜尋人氣大獎               | 華語歌曲                           | 東京百貨（鄭融）                         | 填詞，監制                  |
| 2007 | 上海東方風雲榜                   | 十大金曲獎                         | 號碼（周筆暢）                           | 填詞                        |
| 2007 | 第七屆音樂風雲榜頒獎盛典         | 最佳作詞                           | 號碼（周筆暢）                           | 填詞                        |
| 2007 | 新城勁爆頒獎禮                   | 新城勁爆卡拉OK 歌曲                | 東京百貨（鄭融）                         | 填詞，監制                  |
| 2007 | 新城勁爆頒獎禮                   | 新城勁爆歌曲                       | 東京百貨（鄭融）                         | 填詞，監制                  |
| 2006 | YAHOO!搜尋人氣大獎               | 十大人氣歌曲                       | 十分．愛（方力申 鄧麗欣）                | 填詞                        |
| 2006 | 9+2音樂先鋒榜                    | 內地十大先鋒金曲獎                 | 號碼（周筆暢）                           | 填詞                        |
| 2006 | Road Show至尊音樂頒獎禮          | 至尊合唱歌曲                       | 十分．愛（方力申 鄧麗欣）                | 填詞                        |
| 2006 | Road Show至尊音樂頒獎禮          | 至尊歌曲                           | 紅綠燈（鄭融）                           | 填詞，監制                  |
| 2006 | Sina Music樂壇民意指數頒獎禮     | 合唱歌曲大獎                       | 十分．愛（方力申 鄧麗欣）                | 填詞                        |
| 2006 | Sina Music樂壇民意指數頒獎禮     | 新歌試聽 —最高收聽率歌曲(第八位)   | 紅綠燈（鄭融）                           | 填詞，監制                  |
| 2006 | 十大中文金曲頒獎音樂會           | 十大中文金曲                       | 紅綠燈（鄭融）                           | 填詞，監制                  |
| 2006 | 十大勁歌金曲頒獎典禮             | 十大勁歌金曲                       | 紅綠燈（鄭融）                           | 填詞，監制                  |
| 2006 | 十大勁歌金曲頒獎典禮             | 最受歡迎合唱歌金獎                 | 十分．愛（方力申 鄧麗欣）                | 填詞                        |
| 2006 | 叱吒樂壇流行榜頒獎典禮           | 專業推介十大第六位                 | 紅綠燈（鄭融）                           | 填詞，監制                  |
| 2006 | 年度音樂風雲榜頒獎盛典           | 最佳作詞                           | 號碼（周筆暢）                           | 填詞                        |
| 2006 | 9+2音樂先鋒榜                    | 內地十大先鋒金曲獎                 | 號碼（周筆暢）                           | 填詞                        |
| 2006 | 新城勁爆頒獎禮                   | 勁爆合唱歌                         | 十分．愛（方力申 鄧麗欣）                | 填詞                        |
| 2006 | 新城勁爆頒獎禮                   | 新城勁爆歌曲                       | 紅綠燈（鄭融）                           | 填詞，監制                  |
| 2006 | 新城勁爆頒獎禮                   | 新城勁爆年度專輯                   | 李克勤演奏廳II (李克勤)                  | 創作概念及策劃,填詞         |
| 2006 | 新城勁爆頒獎禮                   | 新城勁爆最具創意市場策略大獎       | 李克勤演奏廳 & 李克勤演奏廳II (李克勤)   | 創作概念及策劃,填詞         |
| 2005 | CASH 最廣泛演出金帆獎            | 個人最多新作品演出 - 作詞家        | N/A                                      | 個人獎項                    |
| 2005 | 新城勁爆頒獎禮                   | 勁爆跳舞歌曲                       | 愛得耐（鄭融）                           | 填詞                        |
| 2005 | 新城勁爆頒獎禮                   | 勁爆原創歌曲                       | 名牌（余文樂）                           | 填詞                        |
| 2005 | 新城勁爆頒獎禮                   | 勁爆大碟                           | 李克勤演奏廳 (李克勤)                    | 創作概念及策劃,填詞         |
| 2005 | Sina Music樂壇民意指數頒獎禮     | 我最喜愛至尊大碟                   | 李克勤演奏廳 (李克勤)                    | 創作概念及策劃,填詞         |
| 2004 | CASH 金帆音樂獎                  | 最佳歌詞                           | 香港地 （陳冠希 Featuring HANJIN、MC仁） | 填詞（陳少琪/MC 仁/陳奐仁） |
| 2004 | 叱吒樂壇流行榜頒獎典禮           | 專業推介十大第八位                 | 香港地 （陳冠希 Featuring HANJIN、MC仁） | 填詞（陳少琪/MC 仁/陳奐仁） |
| 2004 | 新城勁爆頒獎禮                   | 新城勁爆卡拉ok歌曲                 | 私家歌（葉文輝）                         | 填詞                        |
| 2004 | 新城勁爆頒獎禮                   | 新城勁爆歌曲                       | 生還者（余文樂）                         | 填詞                        |
| 2004 | 新城勁爆頒獎禮                   | 新城勁爆歌曲                       | 香港地 （陳冠希 Featuring HANJIN、MC仁） | 填詞（陳少琪/MC 仁/陳奐仁） |
| 2004 | 新城勁爆頒獎禮                   | 新城劲爆跳舞歌曲                   | 紅花會（鄭融）                           | 填詞，監制                  |
| 2003 | 十大勁歌金曲頒獎典禮             | 十大勁歌金曲                       | 她比我醜 （陳慧琳）                      | 填詞                        |
| 2003 | 新城勁爆頒獎禮                   | 新城勁爆卡拉ok歌曲                 | 羽毛 （陳文媛）                          | 填詞                        |
| 2002 | 新城勁爆頒獎禮                   | 新城勁爆歌曲                       | Victory （李克勤）                       | 填詞                        |
| 2002 | 新城勁爆頒獎禮                   | 新城勁爆歌曲                       | 我們的永遠（梁詠琪）                     | 填詞                        |
| 2001 | 十大中文金曲頒獎音樂會           | 十大中文金曲                       | para para sakura（郭富城）               | 填詞                        |
| 2001 | 十大勁歌金曲頒獎典禮             | 十大勁歌金曲                       | para para sakura（郭富城）               | 填詞                        |
| 2001 | 十大勁歌金曲頒獎典禮             | 十大勁歌金曲                       | 飛花 （李克勤）                          | 填詞                        |
| 2001 | 十大勁歌金曲頒獎典禮             | 十大勁歌金曲                       | 夏日Fiesta（劉德華）                     | 填詞                        |
| 2001 | 十大勁歌金曲頒獎典禮             | 最受歡迎廣告歌曲-金獎              | 出走地平線（梁詠琪）                     | 填詞                        |
| 2001 | 新城勁爆頒獎禮                   | 新城勁爆歌曲                       | para para sakura（郭富城）               | 填詞                        |
| 2001 | 新城勁爆頒獎禮                   | 新城勁爆歌曲                       | 飛花 （李克勤）                          | 填詞                        |
| 2001 | 新城勁爆頒獎禮                   | 新城勁爆歌曲                       | 夏日Fiesta（劉德華）                     | 填詞                        |
| 2001 | 新城勁爆頒獎禮                   | 新城勁爆播放指數大獎               | 夏日Fiesta（劉德華）                     | 填詞                        |
| 2001 | 十大中文金曲頒獎音樂會           | 十大中文金曲                       | 夏日Fiesta（劉德華）                     | 填詞                        |
| 2001 | 十大中文金曲頒獎音樂會           | 最佳原創歌曲獎                     | 嫌棄 (梁詠琪)                            | 填詞                        |
| 2000 | 新城勁爆頒獎禮                   | 新城勁爆歌曲                       | kiss me（梁詠琪）                        | 填詞                        |
| 1999 | 十大中文金曲頒獎音樂會           | 十大中文金曲                       | 有個人（張學友）                         | 填詞                        |
| 1999 | 叱吒樂壇流行榜頒獎典禮           | 專業推介 叱咤十大                  | 有個人（張學友）                         | 填詞                        |
| 1998 | CASH 金帆音樂獎                  | 最佳改編中文流行歌曲獎             | 心太軟 （陳慧琳）                        | 填詞                        |
| 1998 | CHANNEL V中文TOP20最佳歌曲       | 最佳歌曲                           | 敵人 （鄭中基）                          | 填詞                        |
| 1998 | 十大勁歌金曲頒獎典禮             | 最佳填詞獎                         | 當男人愛上女人 （李蕙敏）                | 填詞                        |
| 1997 | 十大中文金曲頒獎音樂會           | 最佳中文流行歌曲獎                 | 原來只要共你活一天 （張學友）            | 填詞，作曲                  |
| 1997 | 叱吒樂壇流行榜頒獎典禮           | 叱吒殿堂十大作詞人                 | N/A                                      | 個人獎項                    |
| 1995 | 十大中文金曲頒獎音樂會           | 十大中文金曲                       | 離開以後 （張學友）                      | 填詞                        |
| 1995 | 十大中文金曲頒獎音樂會           | 十大中文金曲                       | 這個冬天不太冷 （張學友）                | 填詞                        |
| 1995 | 十大勁歌金曲頒獎典禮             | 十大勁歌金曲                       | 離開以後（張學友）                       | 填詞                        |
| 1995 | 十大勁歌金曲頒獎典禮             | 金曲金獎                           | 離開以後（張學友）                       | 填詞                        |
| 1995 | 叱吒樂壇流行榜頒獎典禮           | 專業推介叱咤十大                   | 離開以後 （張學友）                      | 填詞                        |
| 1995 | 香港勁爆流行音樂頒獎典禮         | 香港勁爆流行曲獎                   | 離開以後（張學友）                       | 填詞                        |
| 1994 | 叱吒樂壇流行榜頒獎典禮           | 叱吒樂壇播放率最高創作歌曲第二十位 | 我等到花兒也謝了 （張學友）              | 填詞                        |
| 1994 | 十大勁歌金曲頒獎典禮             | 十大勁歌金曲                       | 我等到花兒也謝了 （張學友）              | 填詞                        |
| 1993 | 十大勁歌金曲頒獎典禮             | 十大勁歌金曲                       | 執迷不悔（王菲）                         | 填詞                        |
| 1992 | 十大勁歌金曲頒獎典禮             | 十大勁歌金曲                       | 分手總要在雨天 （張學友）                | 填詞                        |
| 1992 | 十大勁歌金曲頒獎典禮             | 金曲金獎                           | 分手總要在雨天 （張學友）                | 填詞                        |
| 1989 | 十大中文金曲頒獎音樂會           | 十大中文金曲                       | 夕陽之歌 （梅豔芳）                      | 填詞                        |
| 1989 | 十大中文金曲頒獎音樂會           | 十大中文金曲                       | 夜機（陳慧嫻）                           | 填詞                        |
| 1989 | 十大勁歌金曲頒獎典禮             | 十大勁歌金曲                       | 夕陽之歌 （梅豔芳）                      | 填詞                        |
| 1989 | 十大勁歌金曲頒獎典禮             | 金曲金獎                           | 夕陽之歌 （梅豔芳）                      | 填詞                        |
| 1988 | 十大中文金曲頒獎音樂會           | 最受歡迎演出中文歌曲獎             | 石頭記（達明一派）                       | 填詞                        |
| 1988 | 十大中文金曲頒獎音樂會           | 十大中文金曲                       | Stand By Me（梅豔芳）                    | 填詞                        |
| 1988 | 十大勁歌金曲頒獎典禮             | 十大勁歌金曲                       | 貼身（張國榮）                           | 填詞                        |
| 1988 | 十大勁歌金曲頒獎典禮             | 十大勁歌金曲                       | Stand By Me（梅豔芳）                    | 填詞                        |
| 1987 | CASH 最廣泛演出金帆獎            | 粵語流行作品                       | 石頭記（達明一派）                       | 填詞                        |
| 1987 | 十大中文金曲頒獎音樂會           | 十大中文金曲                       | 知心當玩偶（譚詠麟）                     | 填詞                        |
| 1987 | 十大勁歌金曲頒獎典禮             | 最佳作詞獎                         | 石頭記（達明一派）                       | 填詞                        |
| 1987 | 十大勁歌金曲頒獎典禮             | 十大勁歌金曲                       | 知心當玩偶（譚詠麟）                     | 填詞                        |

## 外部連結
- 陳少琪的新浪微博
- 香港作曲家及作詞家栛會 （页面存档备份，存于）
- 中國音像著作權集體管理協會 （页面存档备份，存于）
- 陳式音樂 （页面存档备份，存于）